# Musée de la coutellerie de Thiers
Vous lisez un « bon article » labellisé en 2020.
Le musée de la coutellerie (également appelé musée de la coutellerie Jean-Claude Potte depuis 2020) est un musée municipal situé à Thiers dans le département français du Puy-de-Dôme en région Auvergne-Rhône-Alpes.
Fondé en 1982, il accueille en partie les collections de l'ancien musée Barante ouvert au public en 1924 qui ferme ses portes définitivement en décembre 1981. Établi en plein cœur de la cité médiévale de Thiers, le musée a pour but initial de créer un lieu de mémoire et d'histoire dans une optique de conservation et de valorisation du patrimoine matériel et immatériel de bâtiments, d'objets et de gestes issus de sept siècles de coutellerie.
Le musée est divisé en trois parties : les deux premières sont à quelques mètres l'une de l'autre dans deux bâtiments anciens du centre historique de Thiers qui sont tous les deux répertoriés sur la liste des monuments historiques tandis que la troisième est à 3 km de ces dernières près du lieu-dit de Château-Gaillard sur la commune de Thiers : la vallée des Rouets.
En 2016, en comptabilisant 23 600 entrées payantes, il est le quatrième musée le plus visité de l'ancienne région Auvergne.

## Localisation
Le musée de la coutellerie est divisé en trois parties distinctes. Les deux premiers sites se situent dans la rue de la Coutellerie au cœur du centre-ville de Thiers : l'une au no 23 et l'autre au no 58 de la rue. Les deux bâtiments portent un fort intérêt patrimonial puisqu'ils sont tous les deux répertoriés dans l'inventaire des monuments historiques. La première partie est installée dans la maison de l'Homme des bois classée en 1987 et la deuxième dans la maison des Consuls inscrite en 1983. La troisième partie du musée est située en dehors de l'agglomération thiernoise, à 3 km du centre-ville de Thiers près du lieu-dit de Château-Gaillard appartenant à la commune de Thiers : la vallée des Rouets.

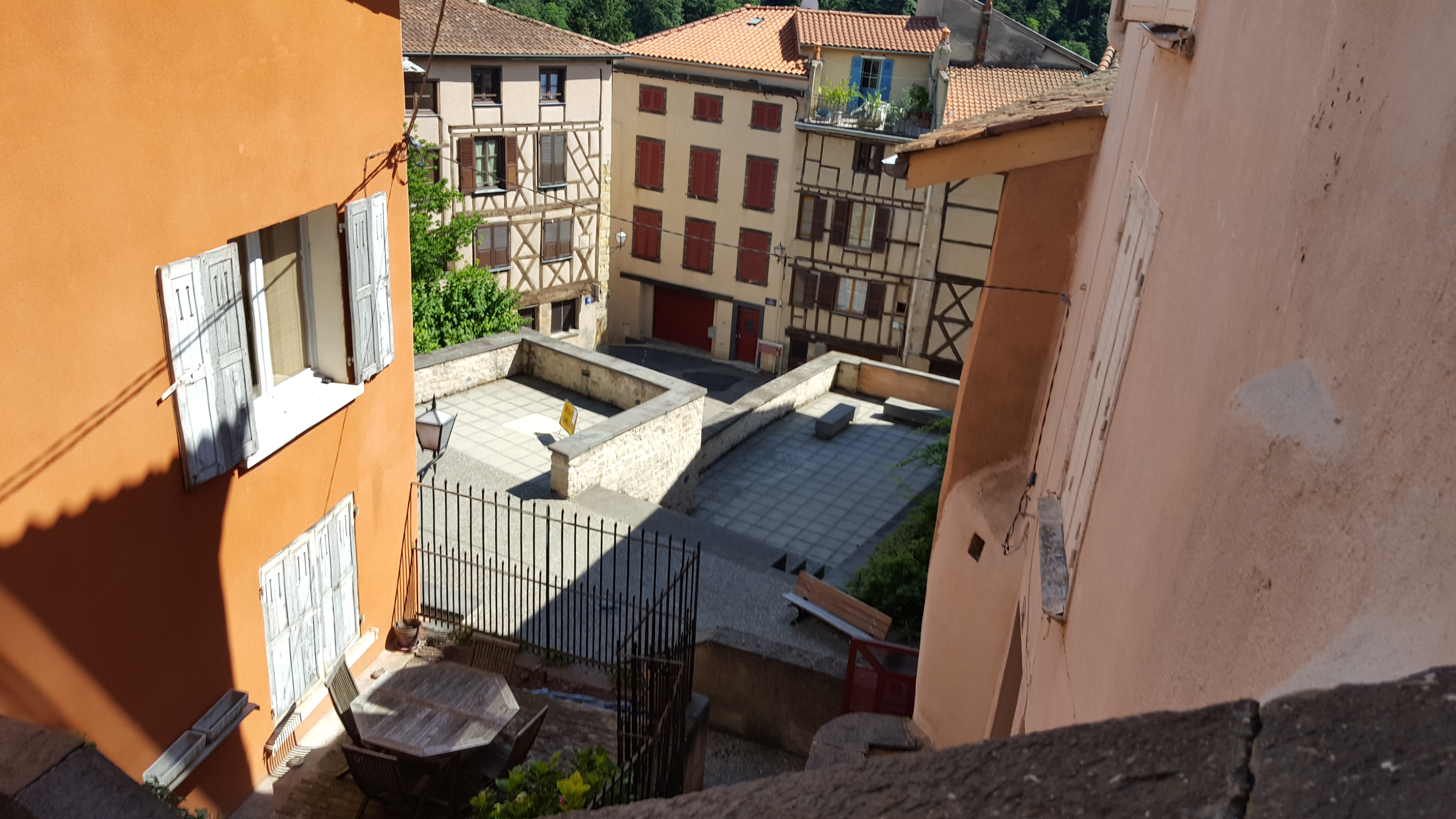
La place Lafayette accueille la deuxième partie du musée dans la cité médiévale.
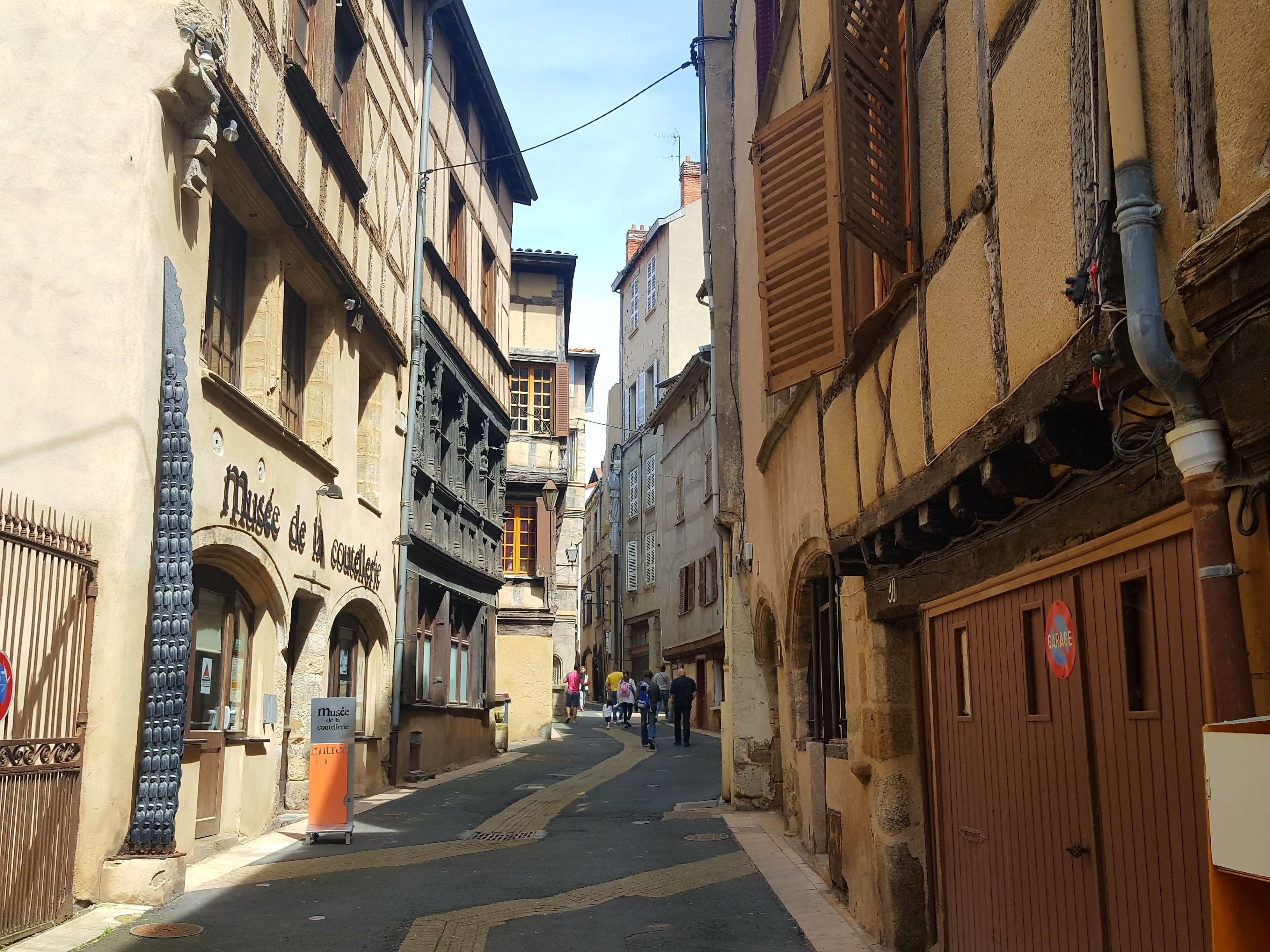
La première partie du musée dans la rue de la Coutellerie.

## Histoire

### Coutellerie de Thiers

#### Origines

La partie sud-ouest de la vallée des Usines en 2018.

La force hydraulique de la Durolle est utilisée à Thiers dès le Moyen Âge pour mouvoir les moulins à farine, les foulons des tanneurs, les maillets des papetiers, et avec le développement de la coutellerie, les martinets des fondeurs et les meules des émouleurs,. Une légende voudrait ainsi que les croisés auvergnats aient rapporté d’Orient le secret de la fabrication du métal. Dès le XVe siècle, un quart des ouvriers thiernois exerce le métier de coutelier. Les objets produits à Thiers sont exportés dans plusieurs pays au XVIIe siècle : en Espagne, en Italie, en Allemagne, en Turquie et « aux Indes »,.
C'est surtout la présence de la Durolle et d'une main-d'œuvre importante qui impulse l'importance de la coutellerie à Thiers. Mis à part le bois qui sert pour les manches, tous les matériaux sont importés sur Thiers dès le Moyen Âge. Les grandes forêts comme celle des Bois Noirs située plus haut en altitude dans la montagne thiernoise fournissent les couteliers tandis que le charbon est importé depuis Saint-Éloy-les-Mines et Brassac-les-Mines, deux communes du Puy-de-Dôme. Le fer et les aciers sont importés du Nivernais, de Bourgogne et du Dauphiné et les meules proviennent des carrières de Langeac puis des Vosges à partir du XIXe siècle.

#### Commercialisation des couteaux
À partir du XVIIe siècle, les couteliers thiernois commercialisent leurs couteaux en deux véritables marchés. Le premier est la vente directe en ville à Thiers. En effet, de nombreux magasins de coutellerie ouvrent leurs portes dans les ruelles de la cité médiévale dès cette date afin que visiteurs et locaux puissent acheter leurs couteaux sur place. Seulement, les Thiernois comprennent rapidement que le marché national est porteur et qu'un potentiel est assez important. Les couteaux de Thiers, réputés pour être de qualité, sont vendus à une population aisée habitant les grandes villes françaises comme Lyon, Paris ou Bordeaux. À partir du XVIIIe siècle, les couteliers thiernois exportent leurs productions en dehors des frontières nationales. Ainsi, nombreux sont les commerçants de Thiers reconnus en Espagne, en Italie et jusque dans les Indes.

#### Début de l'industrie thiernoise

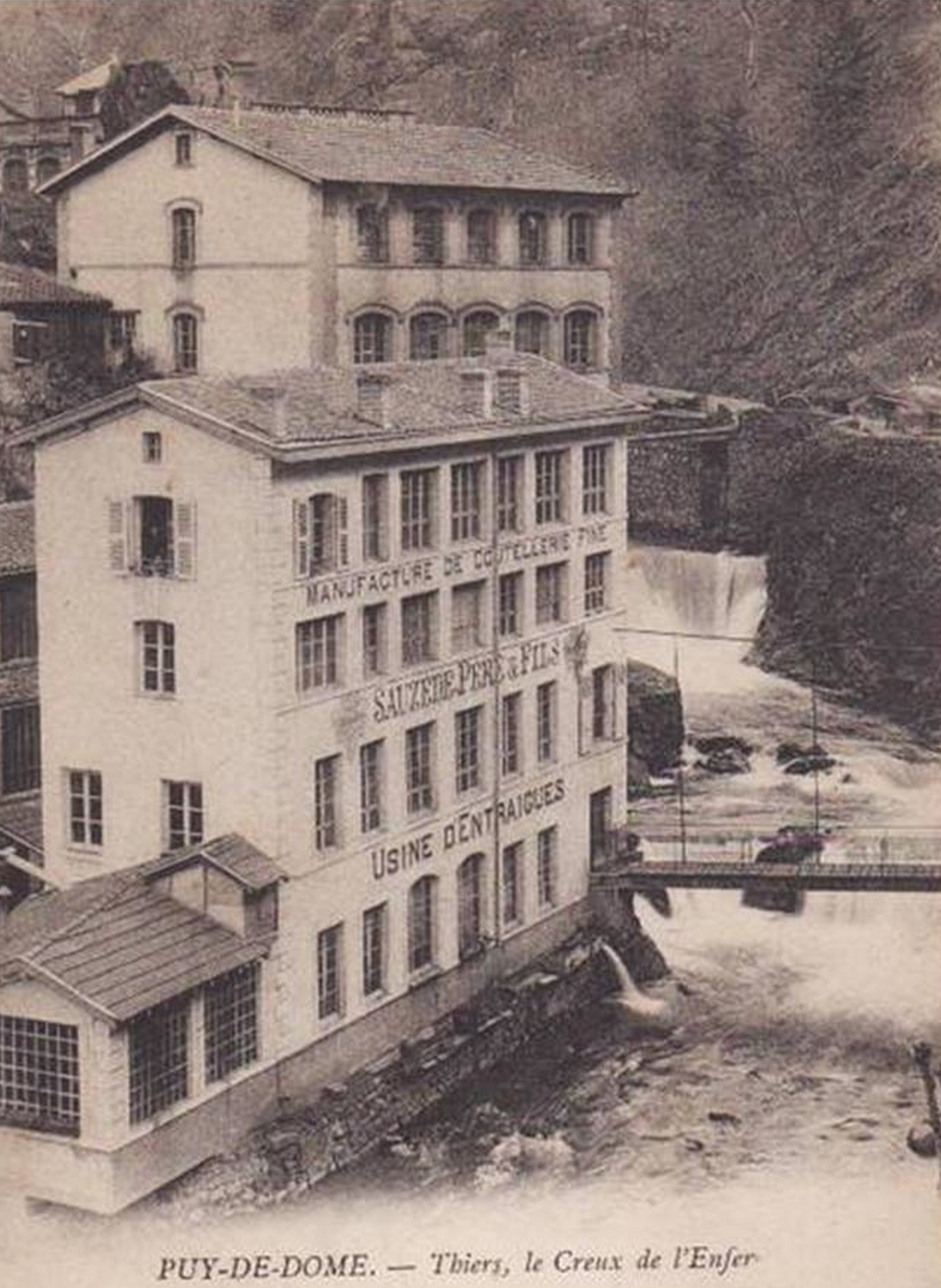
Les usines d'Entraygues et du Creux de l'enfer au début des années 1930.

À partir de 1850, seule la coutellerie parvient à se maintenir avec l'introduction des machines, ce qui préfigure l'avènement de la grande industrie. En effet, les papeteries et les tanneries, qui n'ont pas voulu recourir à une mécanisation, voient leur compétitivité diminuer face à une concurrence importante des anglais et des allemands.
Alors que la France entame sa révolution industrielle souvent au détriment de l'artisanat, Thiers semble garder son savoir-faire artisanal dans le domaine de la coutellerie. Ainsi, les gorges de la Durolle se divisent en deux vallées. En amont, la vallée des Rouets — devenue la troisième partie visitable du musée en 1998 — reste dans une optique de production artisanale avec l'image des vieux rouets qui utilisent encore la force motrice de la rivière pour fonctionner et en aval, jusque dans la ville-basse de Thiers, les grandes usines électrifiées s'installent dès 1860 sur les rives étroites de la Durolle,.
Les conditions de travail des couteliers sont connues pour être très pénibles et dangereuses dès le moyen âge.

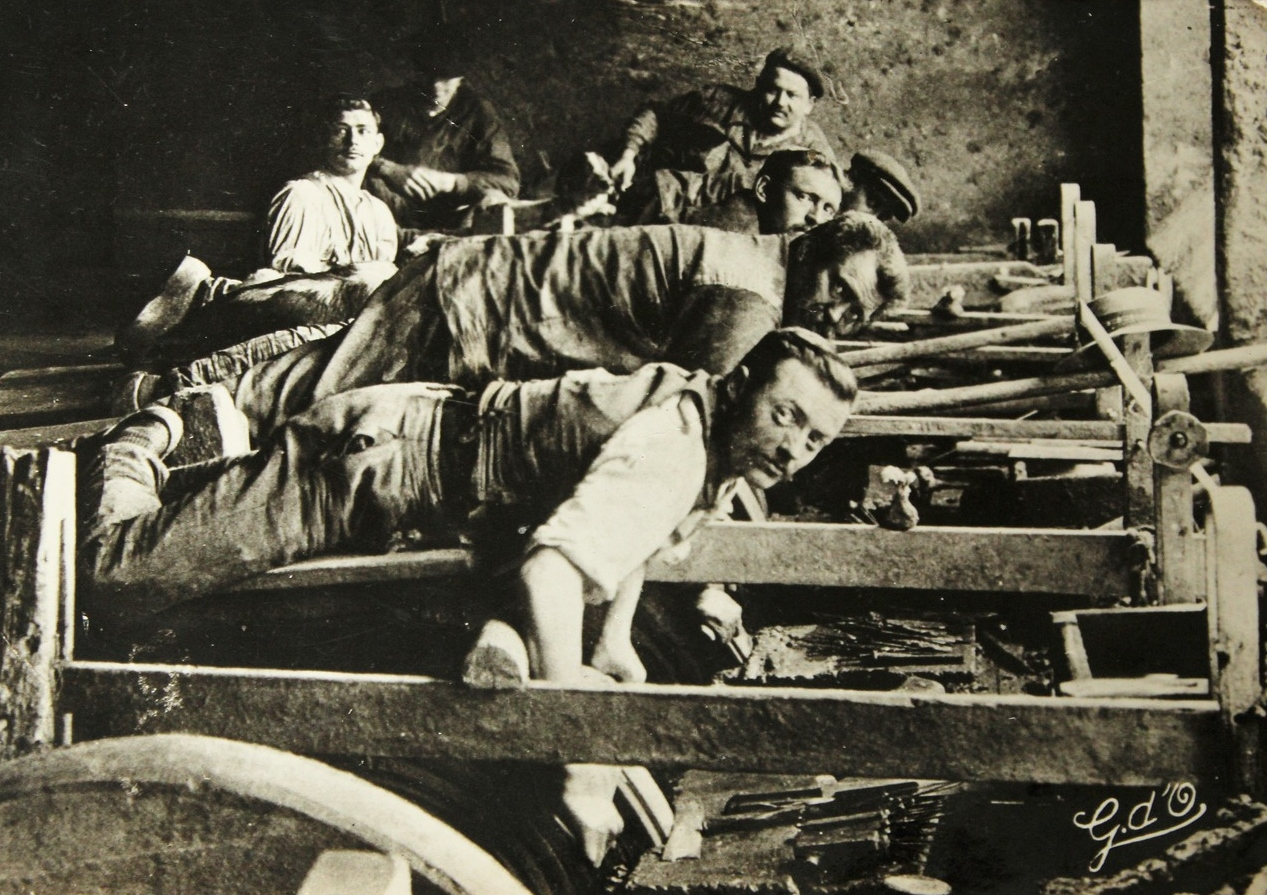
Des émouleurs thiernois dans leur rouet au tout début du XXe siècle.
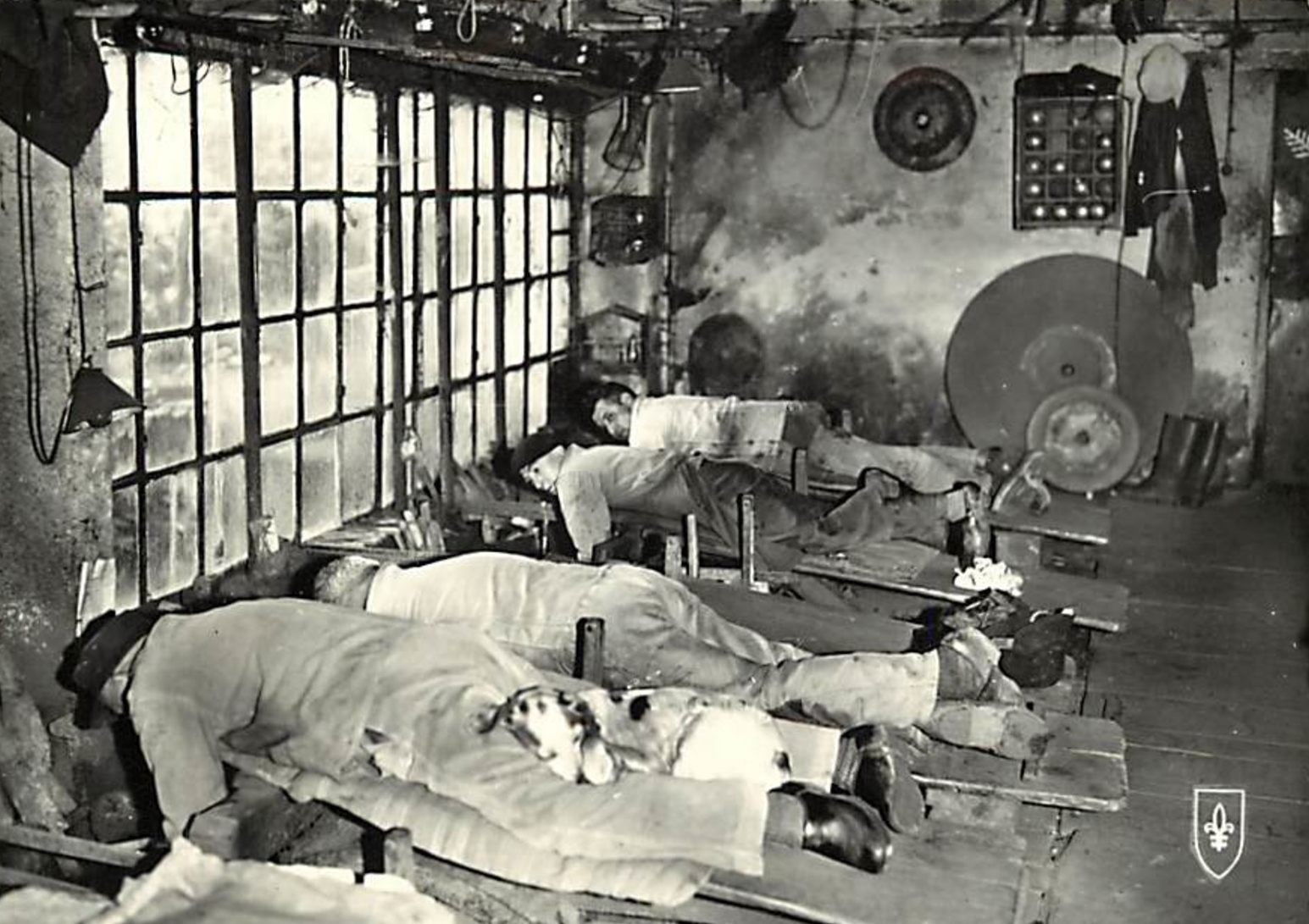
Des émouleurs thiernois dans leur atelier au début du XXe siècle.
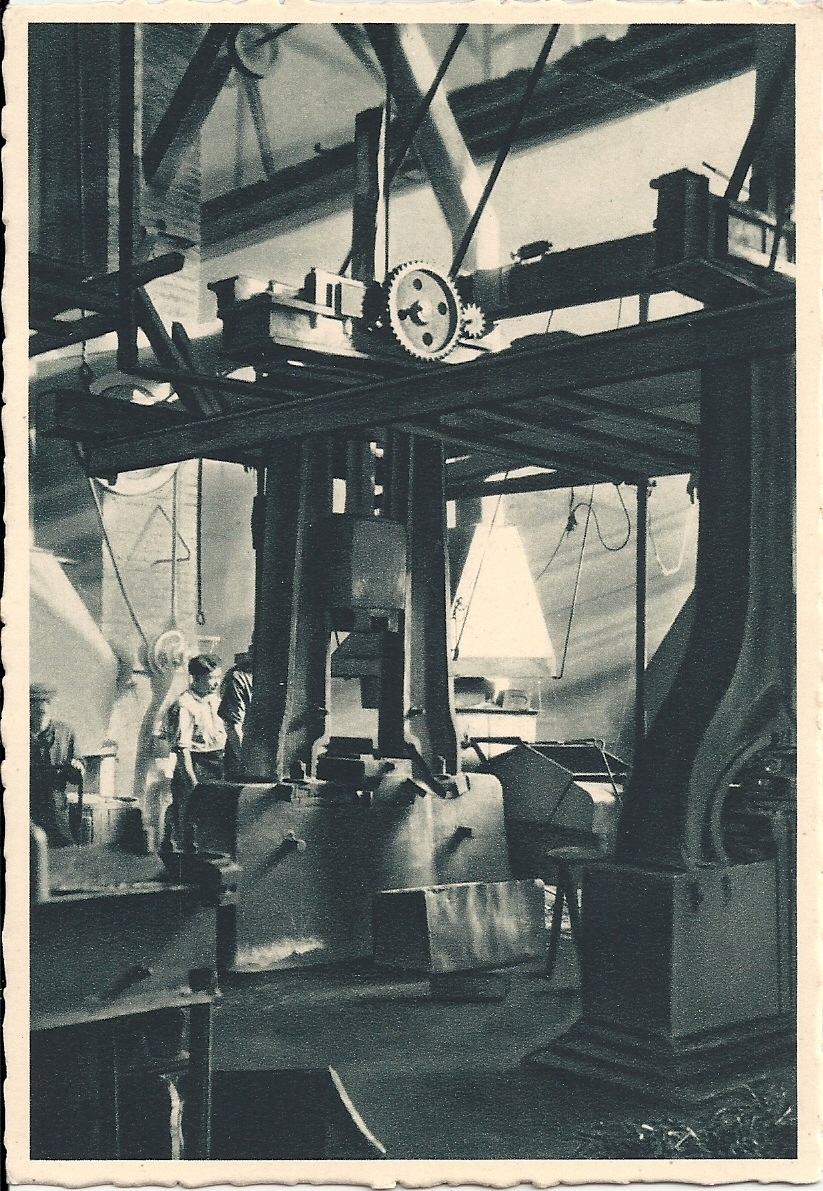
Un marteau-pilon dans un atelier de la Société générale de coutellerie et d'orfèvrerie au début des années 1930.
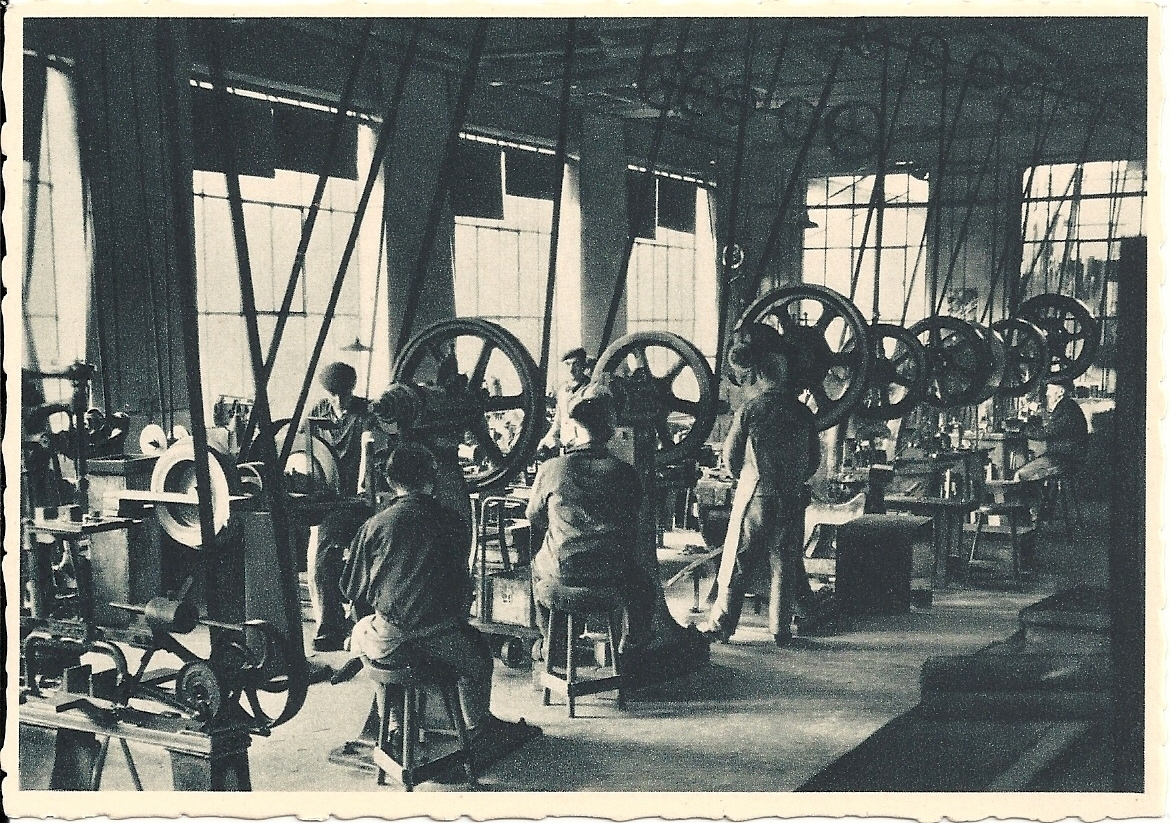
Intérieur d'un atelier de la Société générale de coutellerie et d'orfèvrerie au début des années 1930.

#### Crises économiques duXXesiècleet fluctuations des productions

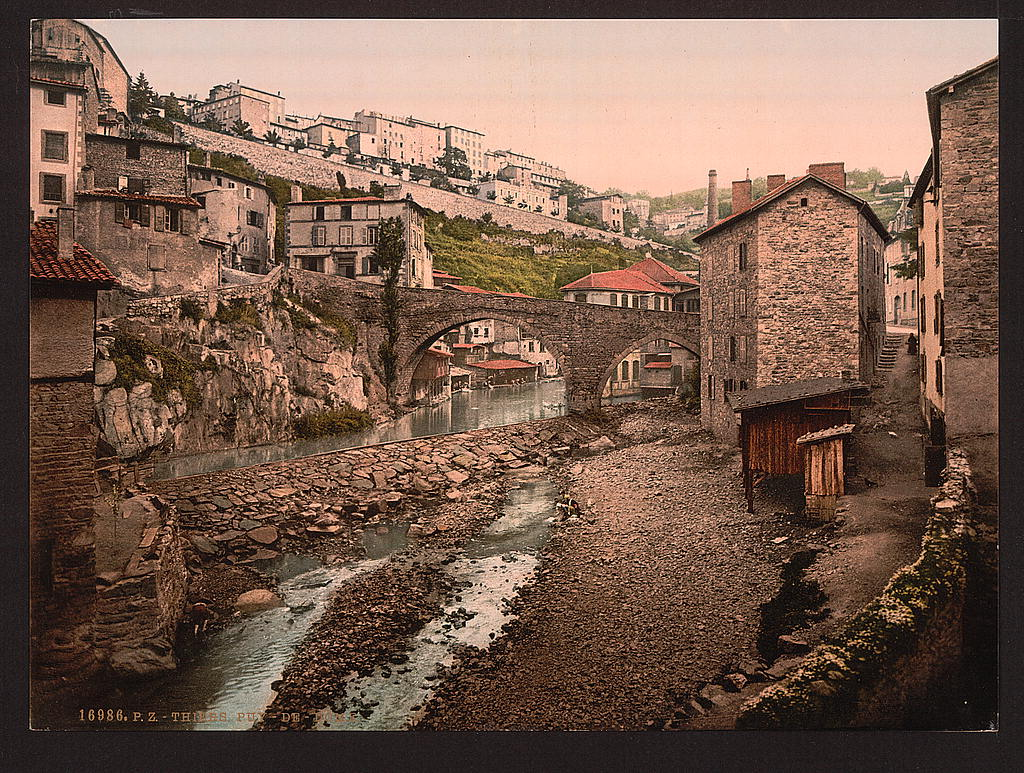
La partie nord de la vallée des usines au début du XXe siècle.

Les problèmes concernant les eaux de la Durolle sont de plus en plus nombreux au début du XXe siècle. En premier lieu, le débit de la rivière en été reste très bas et très irrégulier, provoquant un chômage relatif. En hiver, le phénomène s'inverse, la Durolle d'hiver devient un torrent en crue avec une force considérable.
Pour ne plus dépendre des caprices de la Durolle, les usines utilisent la force motrice électrique dès 1903. La Durolle permet d'obtenir une puissance d'environ 1 000 chevaux par jour en moyenne en 1920 contre 1 500 chevaux pour l'énergie d'origine électrique.
L'indépendance des usines face à la Durolle leur permet de devenir des « usines complètes ». Ainsi, dans la vallée de la Durolle, plus de 12 000 ouvriers et 550 fabricants sont présents en 1912. Déjà alors, le bassin thiernois est le plus gros bassin français de production de couteaux et d'outils possédant une lame, loin devant ceux de Châtellerault, Nogent-en-Bassigny et Paris et à égalité avec Sheffield au Royaume-Uni.
À la fin de la Seconde Guerre mondiale, lors de la reconstruction après la guerre, la ville connaît une multiplication des petites entreprises. Les ouvriers se mettent à leur compte et créent une multitude d'entreprises de taille très modeste. Les grandes usines de la ville sont donc accompagnées par des microentreprises qui emploient un petit nombre d'ouvriers.
La production de couteaux ne cesse d'augmenter à Thiers jusqu'au début des années 1970. Ainsi, des usines rouvrent dès 1945 comme celles du Creux de l'enfer et du May. Thiers se tourne alors vers une « mono-industrie coutelière » où la coutellerie occupe une place de plus en plus importante dans la santé économique de la ville.

#### Fin des Trente-Glorieuses
À partir du début des années 1970 — et ce jusqu'au début des années 2010 —, le nombre d'emplois dans la coutellerie ne cesse de diminuer à Thiers. Si cette industrie emploie encore près de 9 000 personnes au début des années 1970, ils sont 3 000 employés au début des années 2000,. De nombreuses entreprises ferment leurs portes définitivement à cause d'une concurrence étrangère trop importante à partir des années 1980 et dont les couteliers thiernois arrivent difficilement à faire face ; notamment avec des produits asiatiques à bas prix,.
À la fin du XXe siècle, les usines de coutellerie se modernisent encore une fois et, désormais, la Durolle n'est plus utilisée comme source d'énergie, l'électricité l'ayant totalement remplacée. Les entreprises quittent la vallée des Usines pour des zones industrielles à partir des années 1960,. Aujourd'hui, de nombreuses friches industrielles jonchent cette dernière. Parmi elles, certaines sont reconverties en musée ou en centre d'art contemporain comme l'usine du May ou l'usine du Creux de l'enfer,. D'autres n'ont plus de fonction apparente comme l'usine Ferrier usinage et celle du pont de Seychalles,.

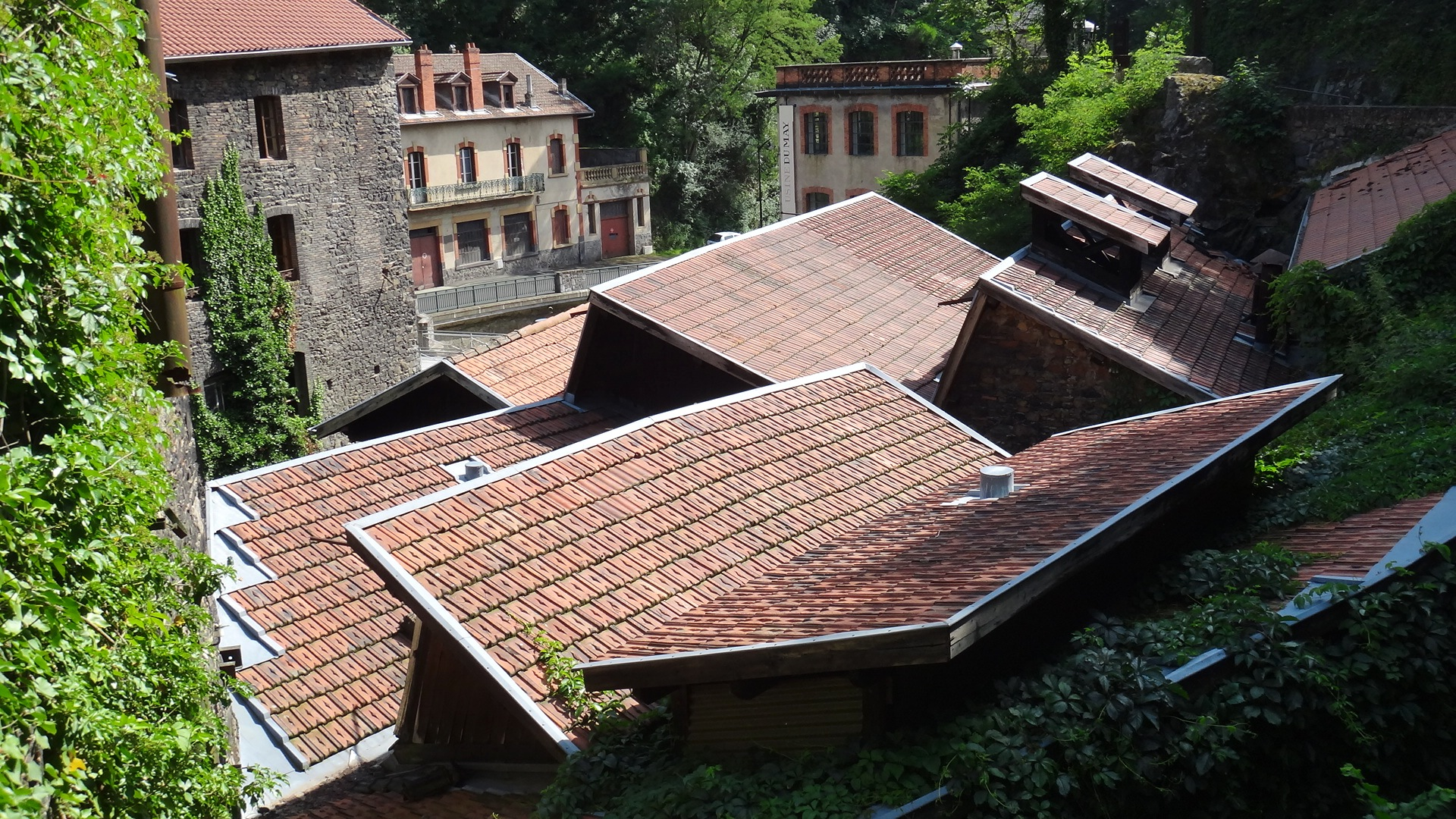
Les forges Mondière.
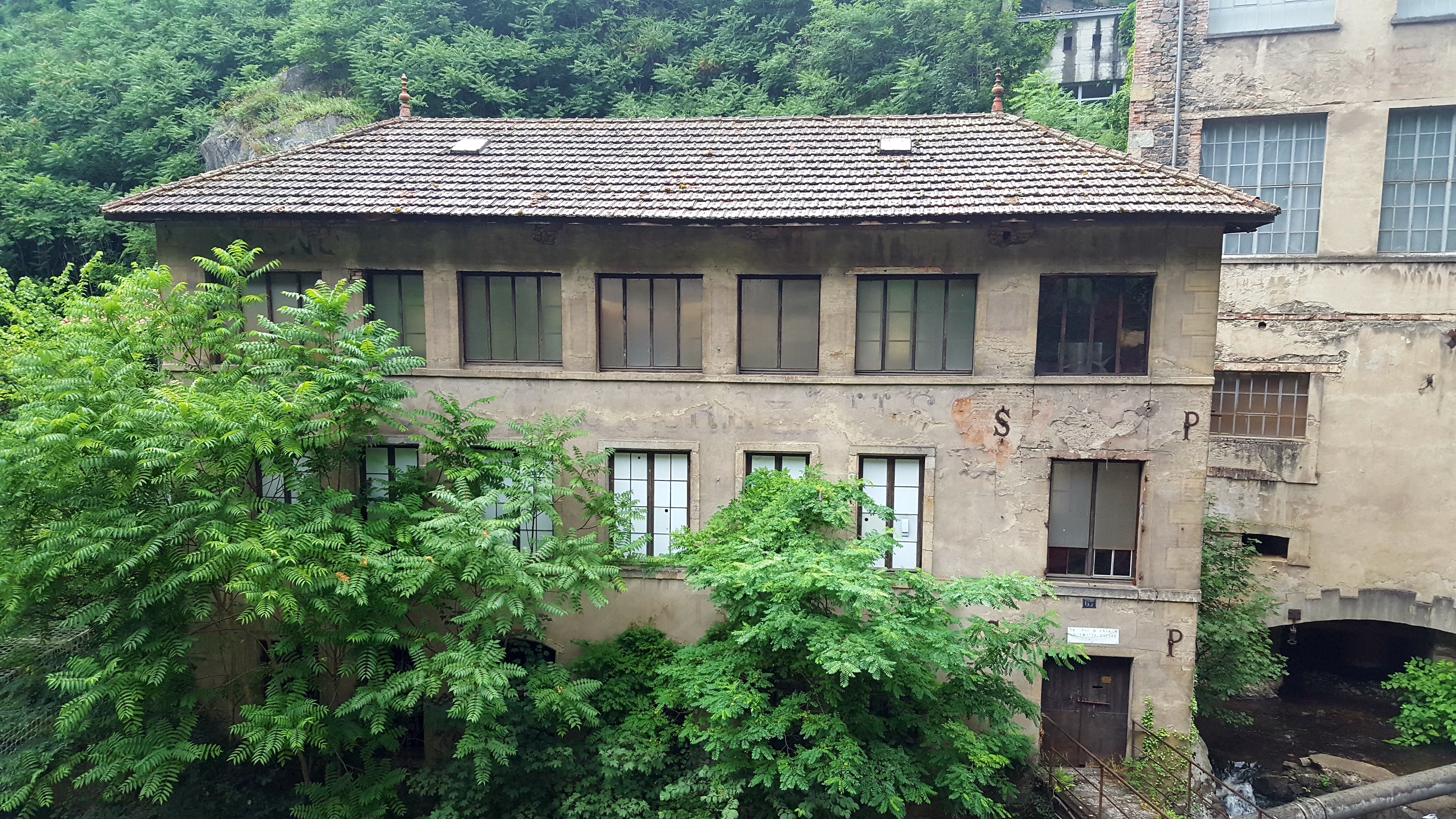
L'usine d'Entraygues.
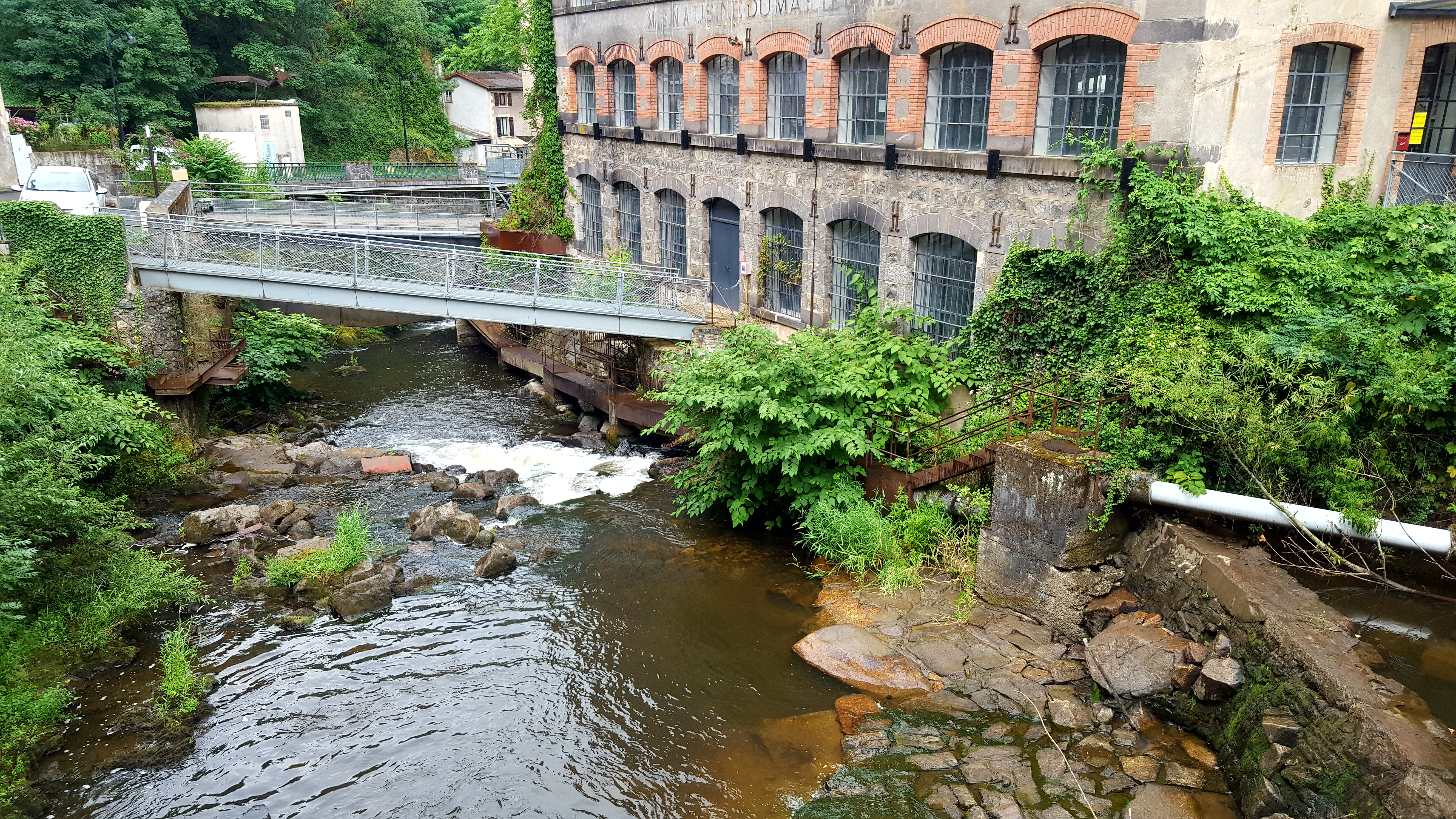
L'usine du May.
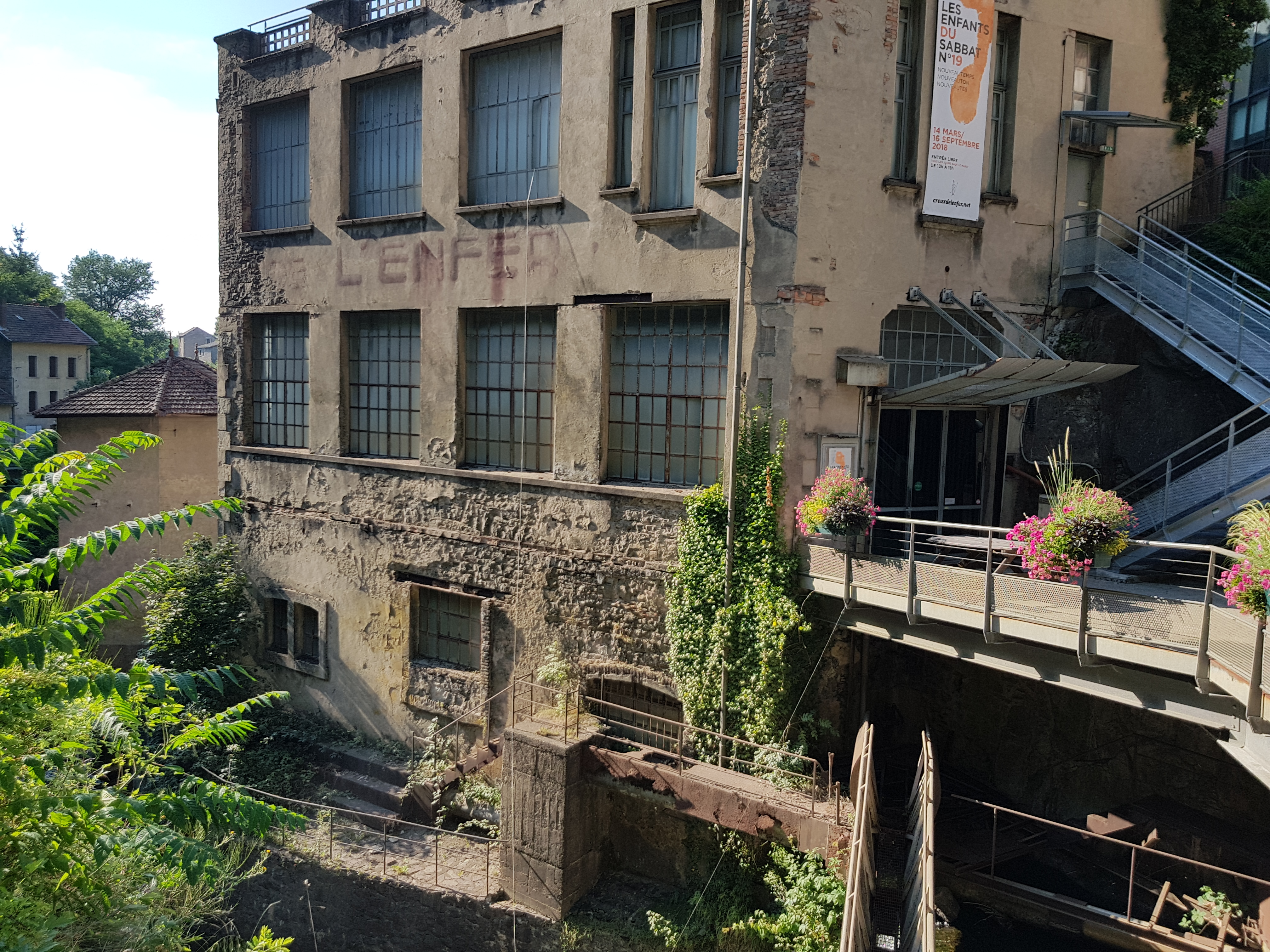
Le Creux de l'enfer.

### Origine du projet de musée

#### Musée Fontenille-Mondière
Un premier musée voit le jour à Thiers en 1924 : le musée Fontenille-Mondière (également connu sous le nom de musée Barante),. Ses collections sont constituées en majorité de dons de particuliers et s’orientent autour de l’ethnographie locale, des curiosités historiques ou naturelles, ainsi que d’une collection de tableaux et d’arts graphiques. Les charges entières de ce musée, les visites, les dons, les aménagements, les inventaires et l'entretien des collections sont alors assurées par une seule personne qui assure également les fonctions de bibliothécaire et archiviste municipal. Le musée est alors ouvert toute l'année, neuf heures par semaine en moyenne et reçoit 3 102 visiteurs pour son avant-dernière année d'ouverture en 1980. Il ferme en 1981, époque à laquelle l’activité coutelière thiernoise connaît une mutation importante : elle évolue du monde artisanal vers le secteur industriel. Le risque mis en avant est alors d’assister à la disparition d’un patrimoine ancestral, tant matériel qu’immatériel, sans qu’aucune structure patrimoniale n’en assure la conservation.

#### Volonté politique et études

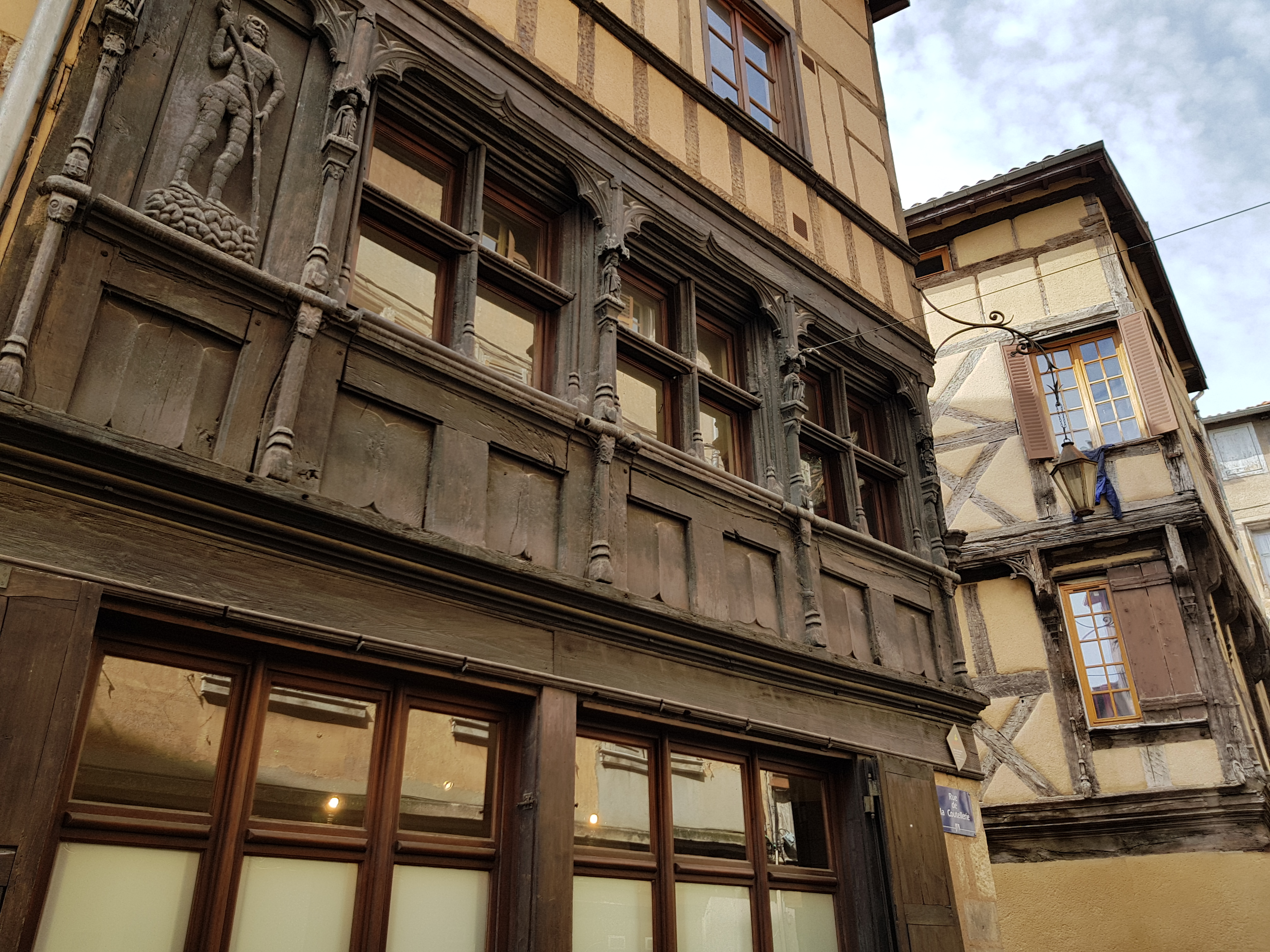
Façade de la maison de l'Homme des bois dans laquelle se trouve la première partie du musée dans la rue de la Coutellerie.

En 1979, alors que la municipalité dirigée par Maurice Adevah-Pœuf est fraîchement élue, une étude pour construire un musée de la coutellerie afin de remplacer le vieux musée Barante est commandée. Cette étude confirme le fait qu'un musée de ce type sur Thiers permettrait à la ville de devenir un site touristique incontournable de l'ancienne région Auvergne et que ce dernier pourrait avoir des effets bénéfiques sur l'économie du bassin.

### Ouverture du musée
Le musée de la coutellerie et l’association « maison des Couteliers » intégrée au musée en 2004 ouvrent leurs portes en 1982. Leurs missions principales s’organisent autour de la sauvegarde, de la transmission et de la valorisation, respectivement des objets et des savoir-faire. Loin de figer l’ensemble dans le passé, elles sont résolument orientées vers le présent et l’avenir.
Le musée, composé majoritairement des fonds de l'ancien musée Fontenille-Mondière, présente une politique d’acquisitions qui va jusqu’aux productions contemporaines, tandis que la maison des Couteliers se doit d’impulser une dynamique à la coutellerie artisanale par la production de couteaux d’art et par l’innovation dans l’emploi de matériaux et de formes nouvelles. Les deux entités sont installées dans la cité médiévale de Thiers. Le musée s'inscrit alors également dans la politique de revitalisation économique, commercial et touristique du centre-ville en drainant les visiteurs à travers le centre historique. La première année d'ouverture du musée est plutôt encourageante par rapport à la fréquentation de ce dernier : 17 000 entrées payantes en 1982. En 1992, le musée s’agrandit dans la maison jouxtant celle de l’Homme des Bois.

### Objectifs de départ

#### Objectif culturel
La municipalité s'engage dans une réflexion globale sur l'activité principale — voire exclusive de Thiers : la coutellerie, laquelle est en pleine mutation, glissant progressivement du monde artisanal vers le monde industriel, entraînant la perte des techniques et savoir-faire ancestraux. L'objectif est alors de créer un lieu de mémoire et d'histoire dans une optique de conservation et de valorisation du patrimoine matériel et immatériel de bâtiments, d'objets et de gestes issus de sept siècles de coutellerie ; l'intention relève également de la transmission d'un savoir-faire millénaire par des actions de formation et des actions pédagogiques au sein du musée, tout en tentant d'impulser une nouvelle dynamique à la coutellerie artisanale.

#### Objectif économique

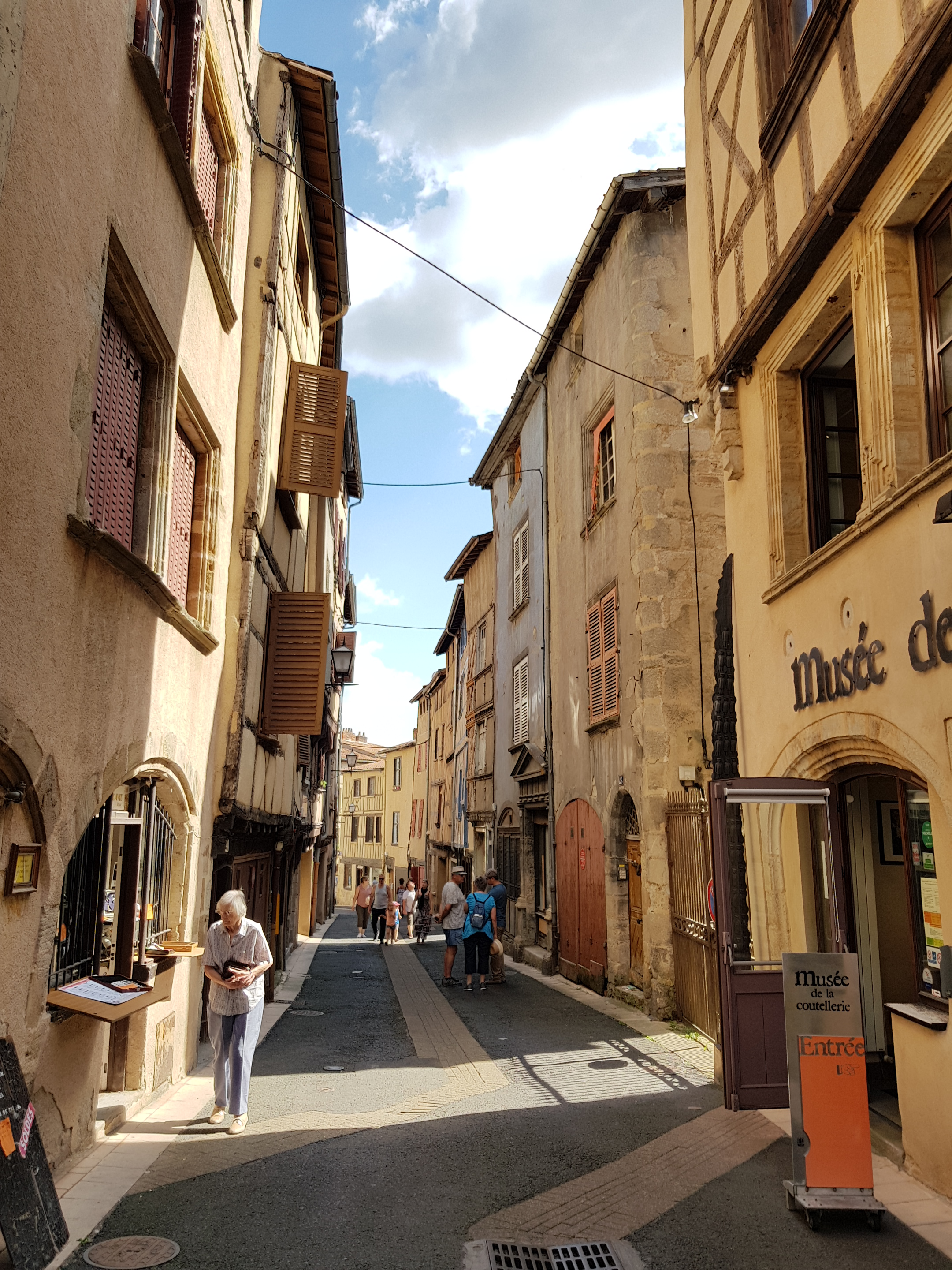
La première partie du musée dans la rue de la Coutellerie.

L'activité coutelière, artisanale et industrielle, est encore à la fin du XXe siècle et au XXIe siècle un secteur important de l'économie de Thiers et de sa périphérie. La création d'un musée de la coutellerie a pour but économique, au travers d'une structure culturelle et touristique, de développer une image de marque valorisant l'activité coutelière thiernoise,.

#### Objectif urbanistique
Par son implantation dans la vieille ville, le musée doit assurer un flux important de visiteurs. L'objectif urbanistique principal de l'installation du futur musée de la coutellerie est de réinvestir humainement et commercialement ce quartier de la cité médiévale  du fait des flux piétons induits par le musée.

#### Objectif touristique
À la fin des années 1970, le tourisme à Thiers est vu comme une perspective importante de développement. Une étude sur le potentiel touristique de Thiers prenant en compte sa situation géographique, sa proximité avec des grandes villes comme Lyon, Saint-Étienne, Clermont-Ferrand et des villes d'eaux comme Vichy ou le Mont-Dore détermine une situation très favorable à l'ouverture d'un musée de la coutellerie à Thiers,. En 1980, Thiers bénéficie d'un tourisme de passage estimé entre 60 et 80 000 personnes par an. Le futur musée est vu comme un élément structurant qui fournirait un but de visite.

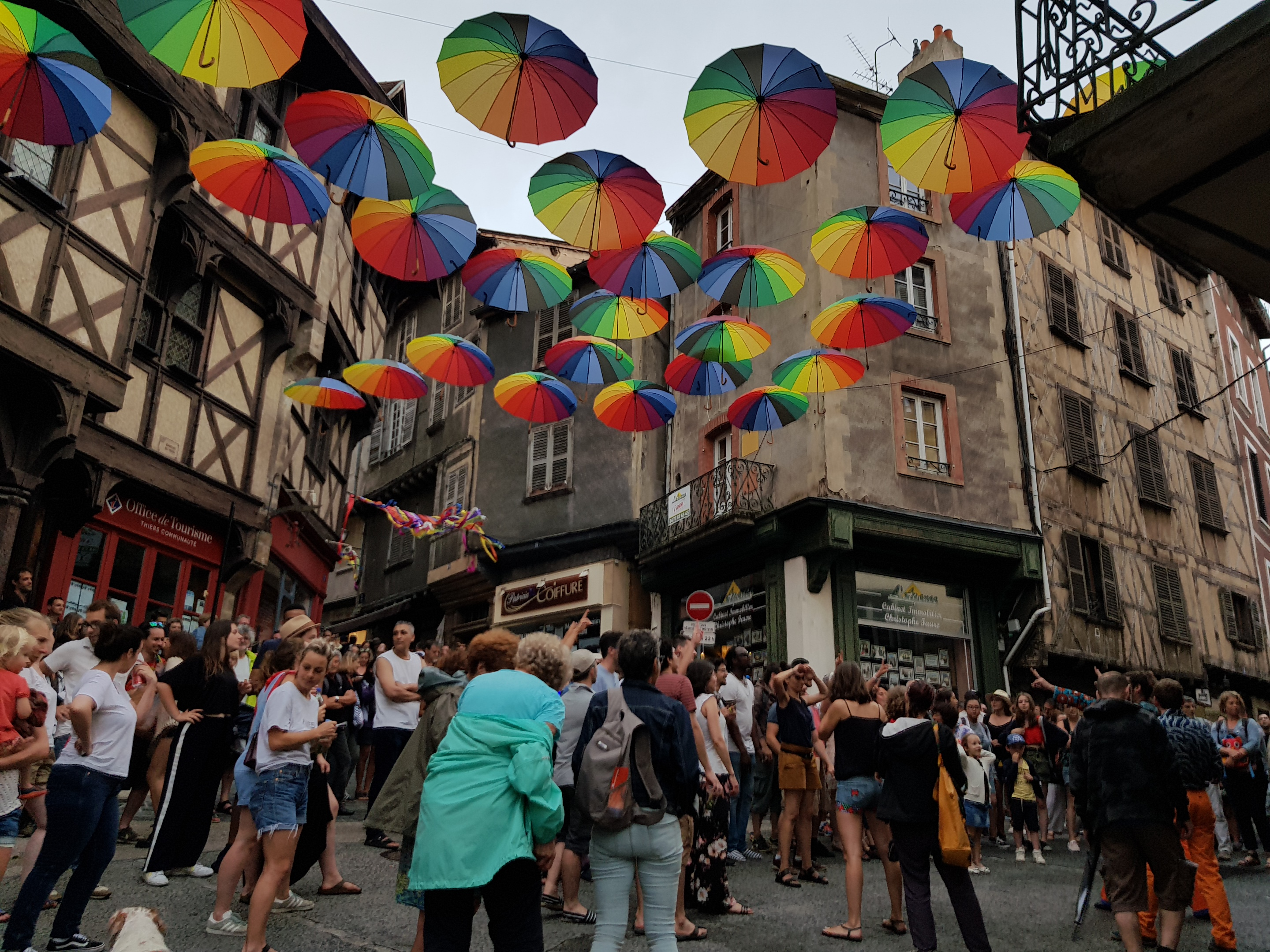
La place du Pirou comble de touristes au pied du château du Pirou en juillet 2019.
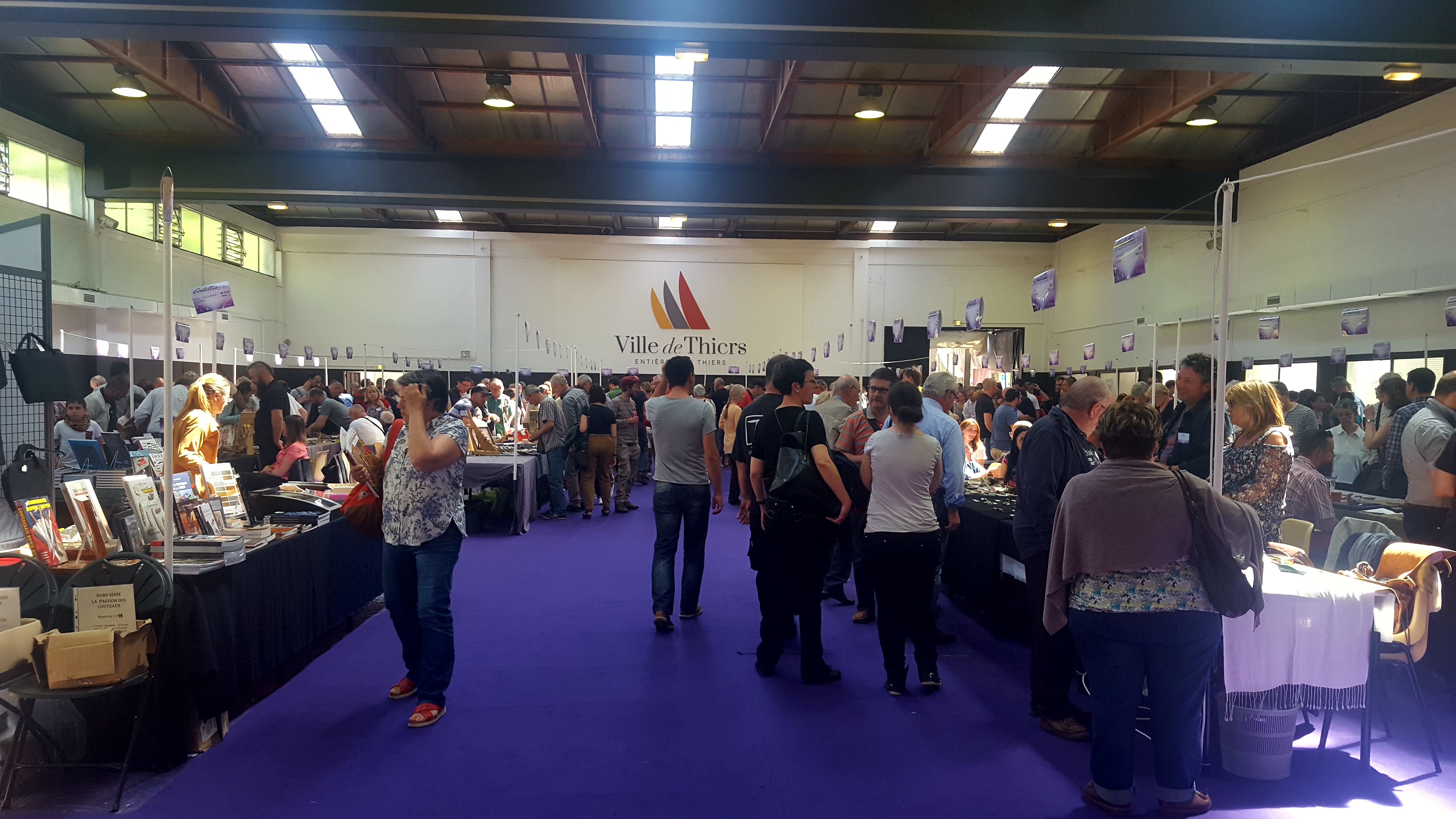
Une partie de Coutellia, le festival d'artisanat dédié à la coutellerie qui appuie la notoriété de Thiers quant à la coutellerie dans le monde.

## Collections et éléments remarquables
Le musée de la coutellerie est divisé en deux sites, éloignés l’un de l’autre d’une centaine de mètres dans la rue de la Coutellerie, en plein cœur de la cité médiévale. La première partie du parcours est proposée en visite guidée à intervalles réguliers chaque jour — environ toutes les vingt minutes lors des périodes de forte affluence, toutes les heures en saison creuse. Des trames de visite en anglais, allemand, espagnol, italien et en néerlandais sont proposées aux visiteurs étrangers. Un livret-jeu conçu pour les enfants permet à ces derniers de découvrir la coutellerie de manière ludique.

### Première partie du musée: histoire de la coutellerie thiernoise
La première partie du musée se consacre entièrement à l’histoire de la coutellerie thiernoise.
Une première salle s'ouvre aux visiteurs afin que ces derniers comprennent pourquoi la coutellerie s'installe véritablement à Thiers. Les premières traces de la coutellerie à Thiers sont mises en avant et des images illustrent les principaux arguments de poids : la Durolle, présence de forêts à proximité et d'une main-d’œuvre sur place. Cette rivière est utilisée pour sa force motrice qui enclenche une roue à aubes qui à son tour actionne un système de poulies ainsi qu'une meule sur laquelle les émouleurs aiguisaient les lames des couteaux. Si les premières traces écrites attestant de la coutellerie à Thiers remontent au XVe siècle, la première trace physique est une meule datant du XIIIe siècle retrouvée dans la maçonnerie de l'église Saint-Genès de Thiers, située à quelques mètres du musée.

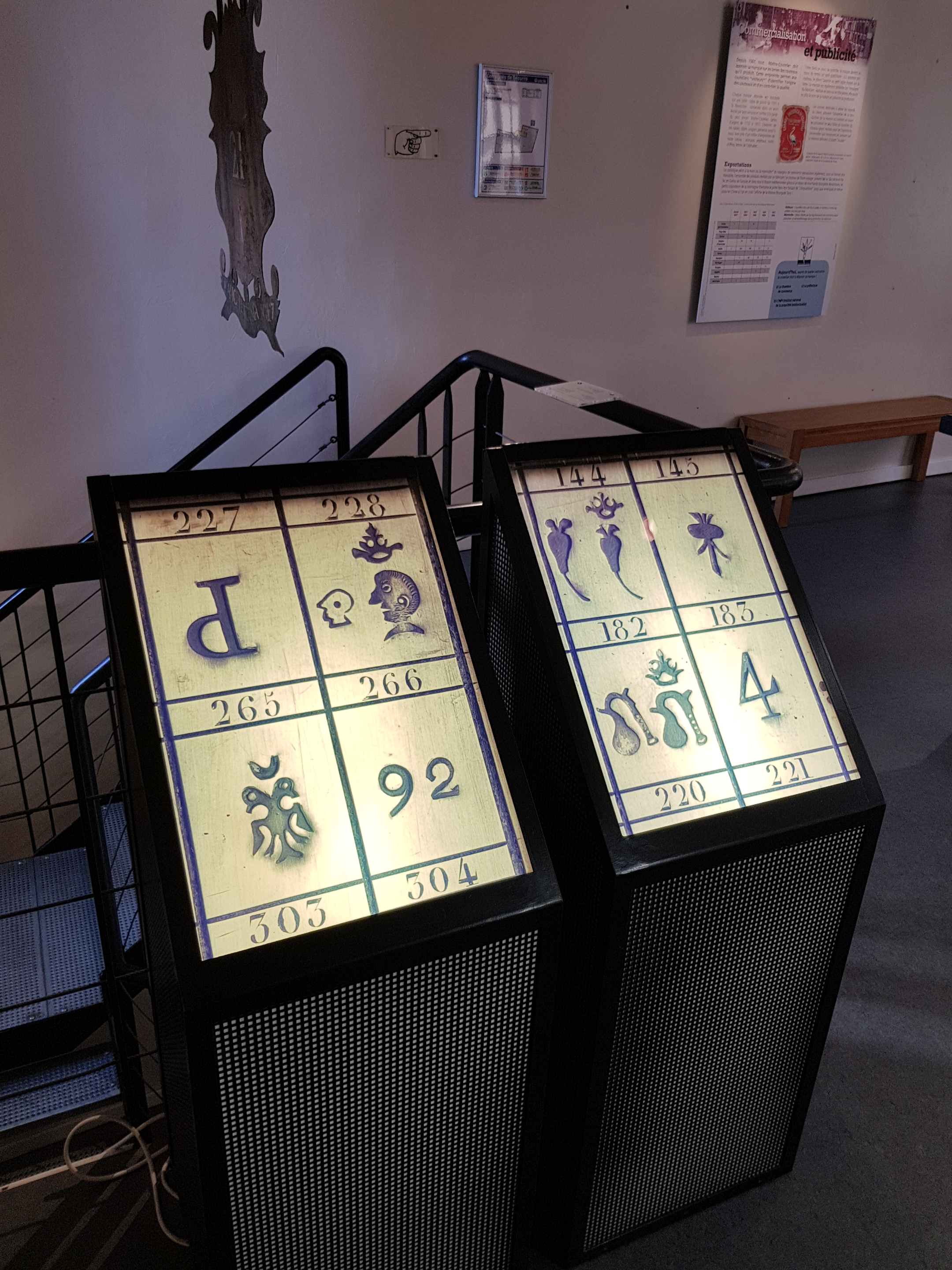
Marques de couteliers Thiernois mis en avant.

Dans la deuxième salle, nommée « salle Nicolas-Crocombette » en l'honneur du coutelier de renom décédé en 1955, l'accent est mis sur l'organisation du métier de coutelier à Thiers. D'abord, le visiteur apprend que pour devenir coutelier, il faut remplir un certain nombre de critères : dès 1567, un cadre juridique et professionnel dans lequel s’exerce la coutellerie est mis en place à Thiers grâce à une jurande. Ensuite, l'organisation de ces ouvriers est également spatiale, la production est divisée en rangs dans lesquels chaque étape de fabrication est assurée par une personne sur un site donné. Enfin, la position couchée que prennent les émouleurs thiernois afin d'aiguiser leurs lames sur leur planche d'émouture est également mise en avant.
La troisième salle est entièrement consacrée à la commercialisation des couteaux, que ce soit en France, en Europe, en Amérique, en Afrique ou encore en Asie. Pour ce faire, mais également pour respecter la jurande mise en place au XVIe siècle, les artisans doivent signer leurs productions avant de les vendre et d'en faire la promotion. Ils signent leurs couteaux grâce à leur marque alors poinçonnée sur les lames.
Les Thiernois sont réputés dès le Moyen Âge pour leur sens de la convivialité. La quatrième salle met en avant les temps libres et les loisirs des couteliers en dehors de leurs heures de travail. Chaque fête religieuse, chaque foire agricole ou commerciale est l’occasion de se réunir autour de la table et d’oublier le dur labeur quotidien. Saint Éloi, considéré à Thiers comme étant le saint patron des couteliers, est célébré deux fois par an,. La Foire au pré, créée au Xe siècle et célébrée chaque année depuis mi-septembre, est mise en avant comme étant une des grandes manifestations traditionnelles à Thiers.
La dernière salle comprise dans la visite guidée est dédiée à un aspect plus industriel de la coutellerie : les mouvements sociaux du début du XXe siècle et le syndicalisme. Premier syndicat coutelier thiernois en date, la chambre syndicale de la corporation des émouleurs et polisseurs est fondée en 1883. Suivent bien vite le syndicat des monteurs de ciseaux, le syndicat des ouvriers monteurs, celui des polisseurs, des forgerons ou encore celui des ouvriers métallurgistes. Ce n’est qu’en 1934 qu’ils se regroupent — à l’exception du syndicat des émouleurs — sous la houlette d’un même « syndicat unique des métiers de la coutellerie et des parties similaires », contribuant à déclencher en octobre 1936 une grève d’un mois qui mobilise près de 8 000 ouvriers sur la ville.

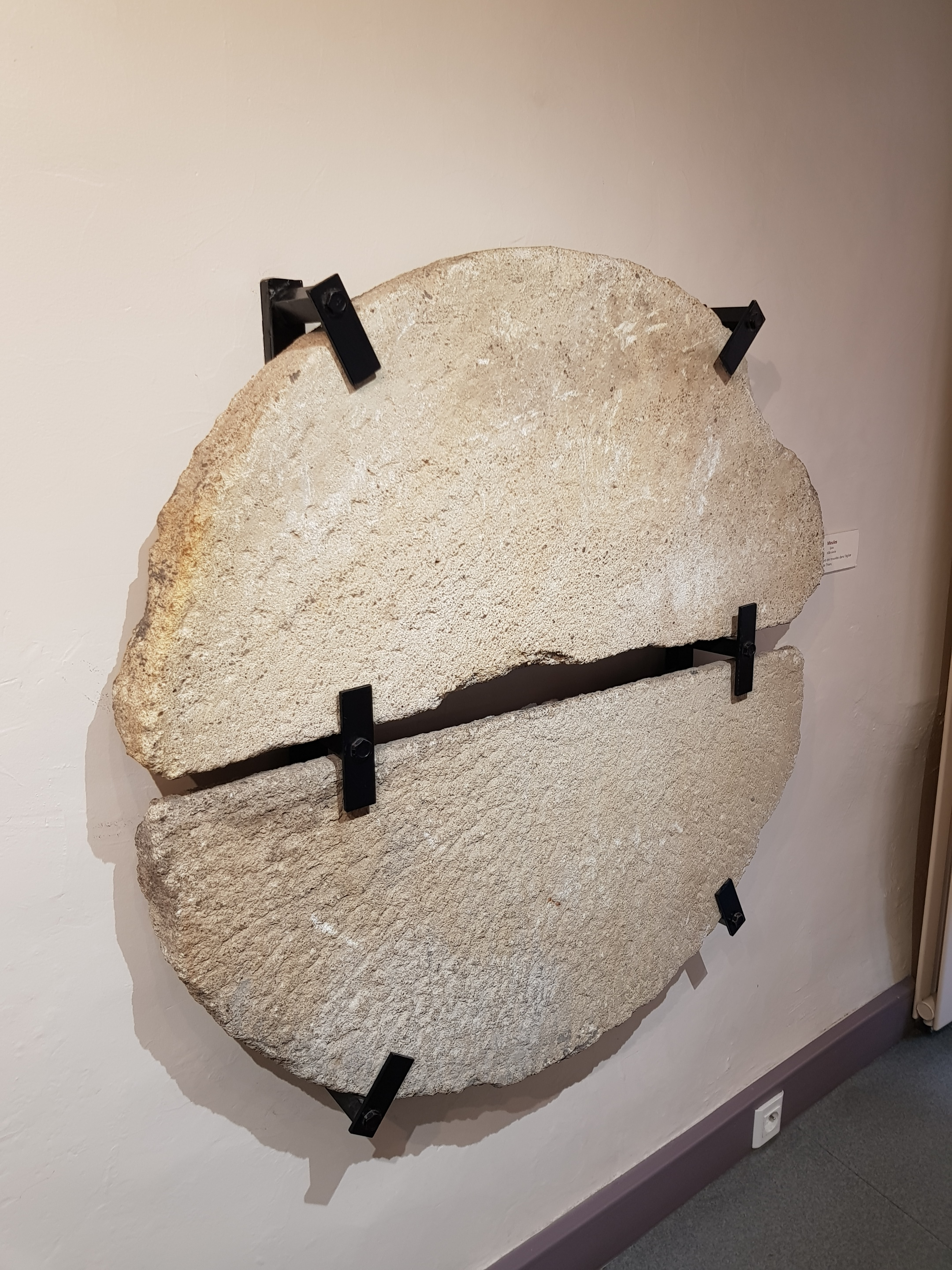
Deux demi-meules présentées dès la première salle du musée.
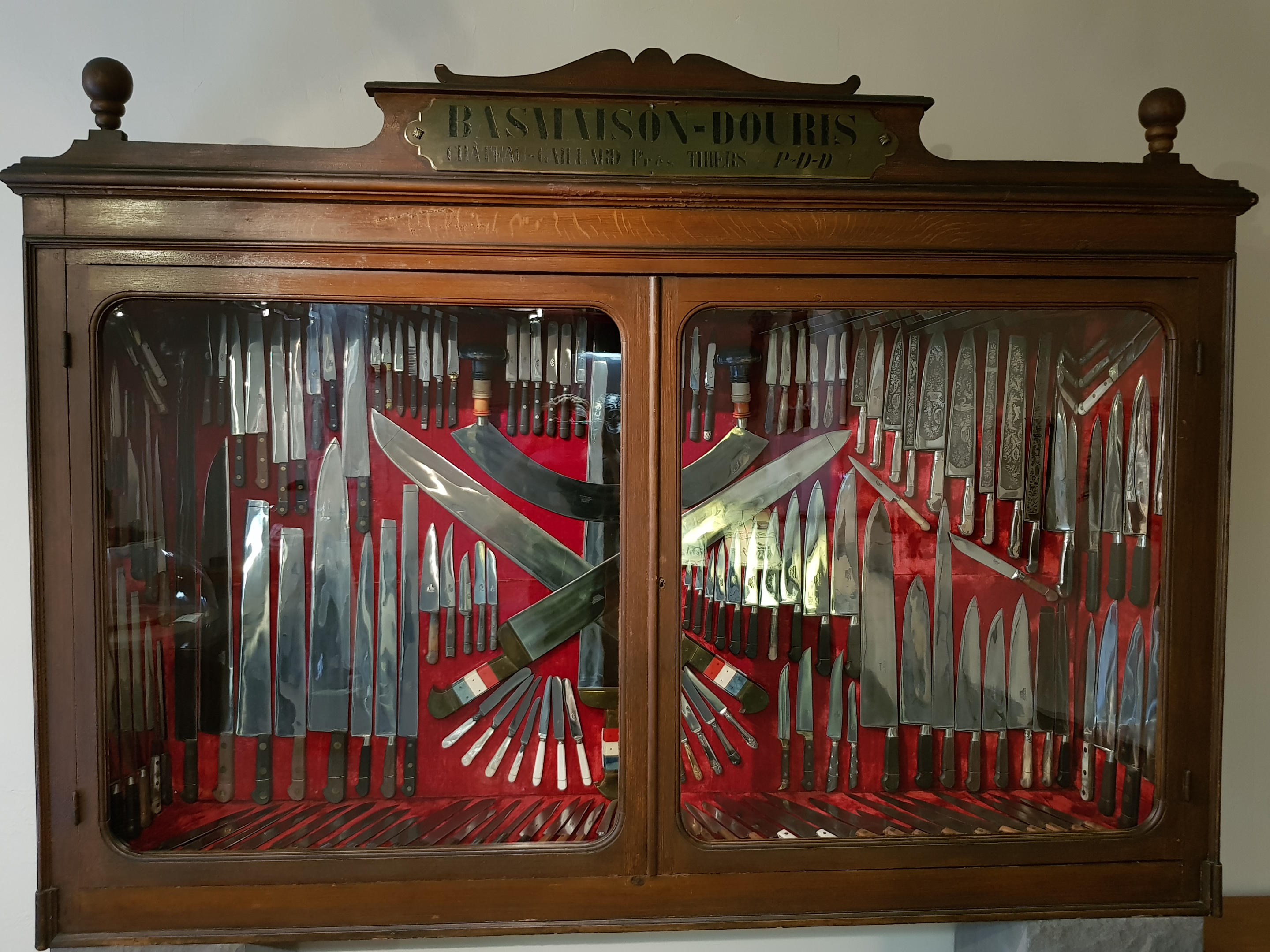
Une vitrine de couteaux exposés dans la troisième salle.
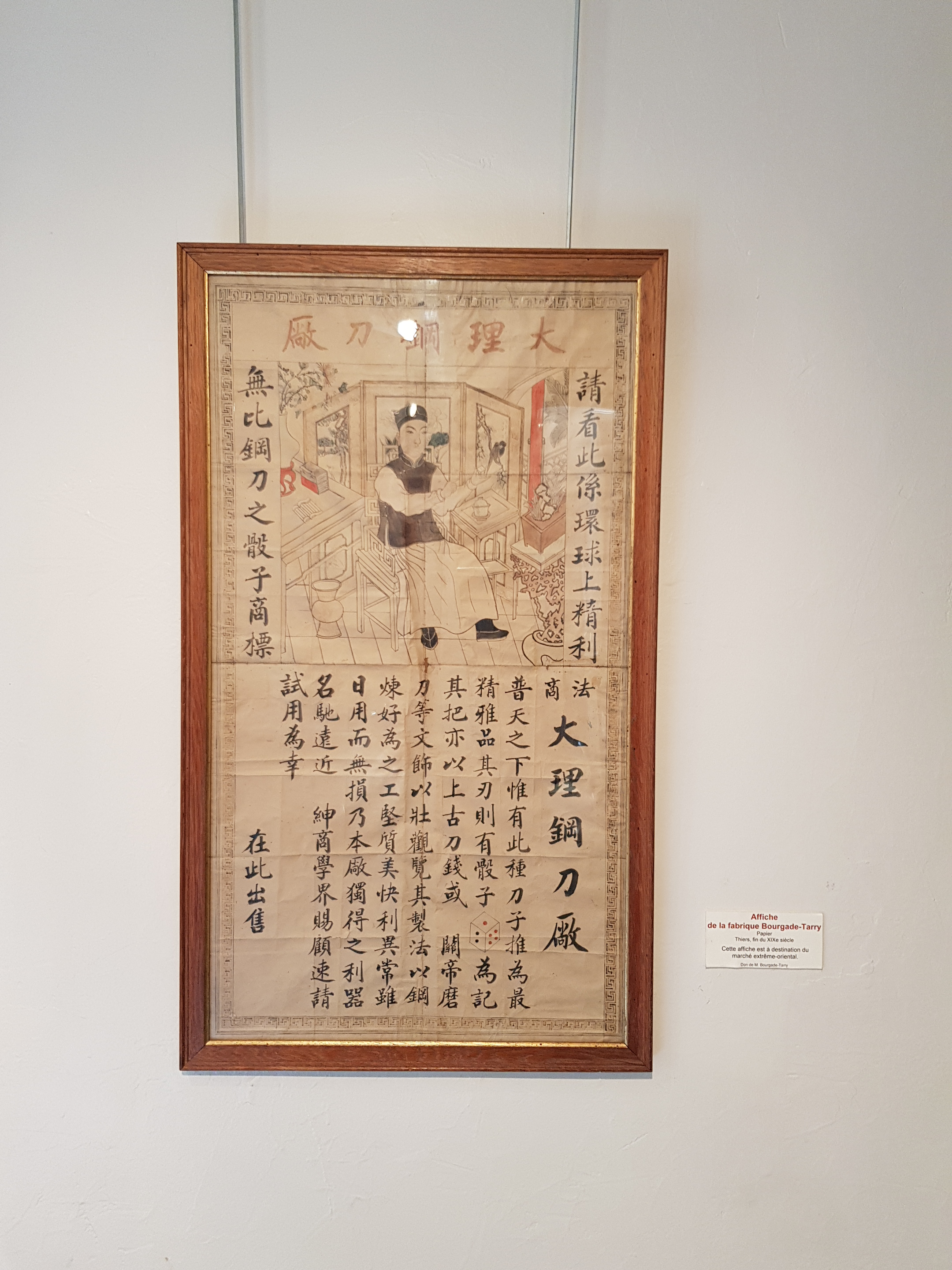
Une vieille publicité montrant que les couteliers thiernois exportent leurs productions jusqu'en Asie.
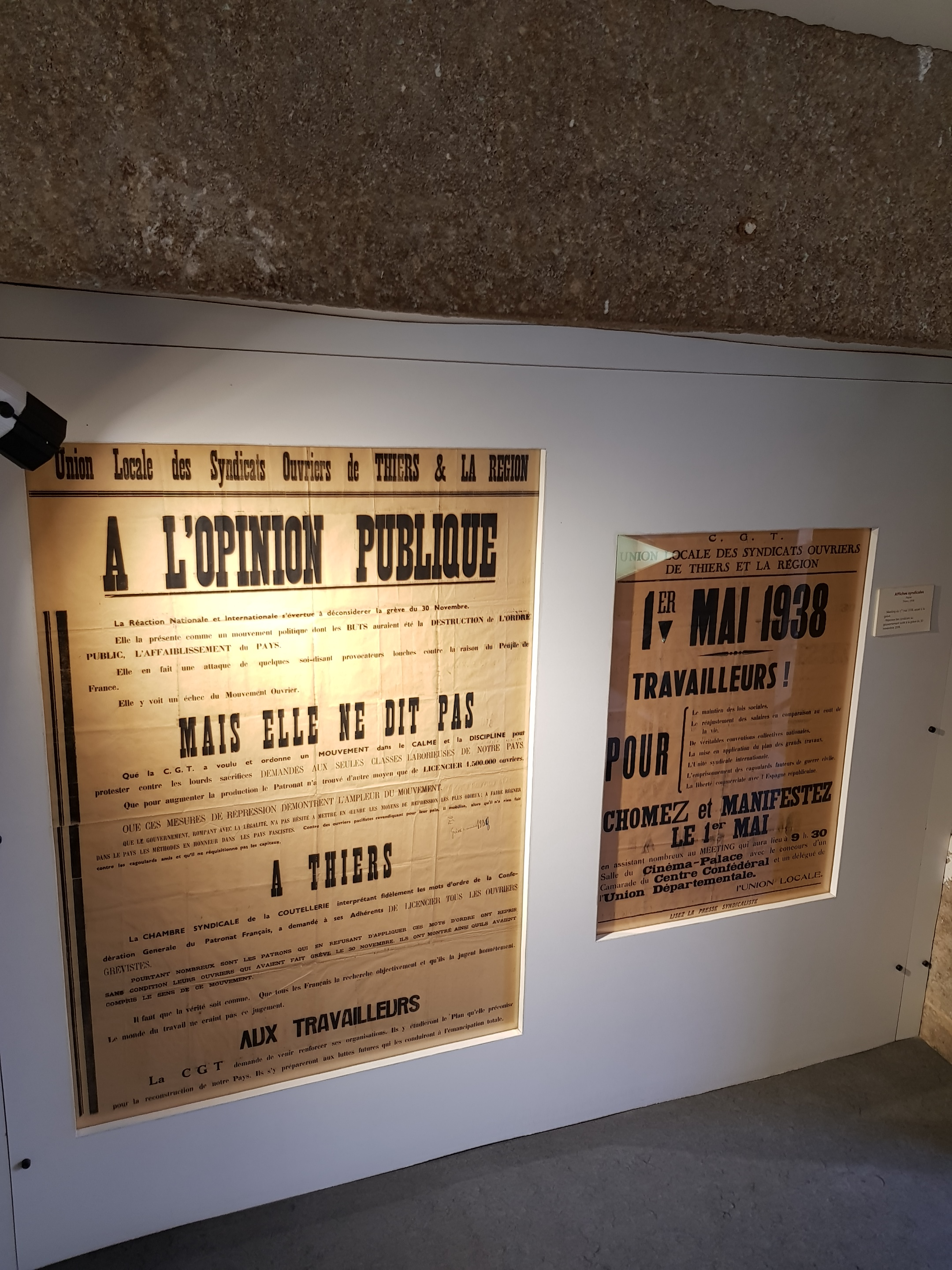
Deux affiches de journaux montrant l'importance des mobilisations syndicales à Thiers dans les années 1930.
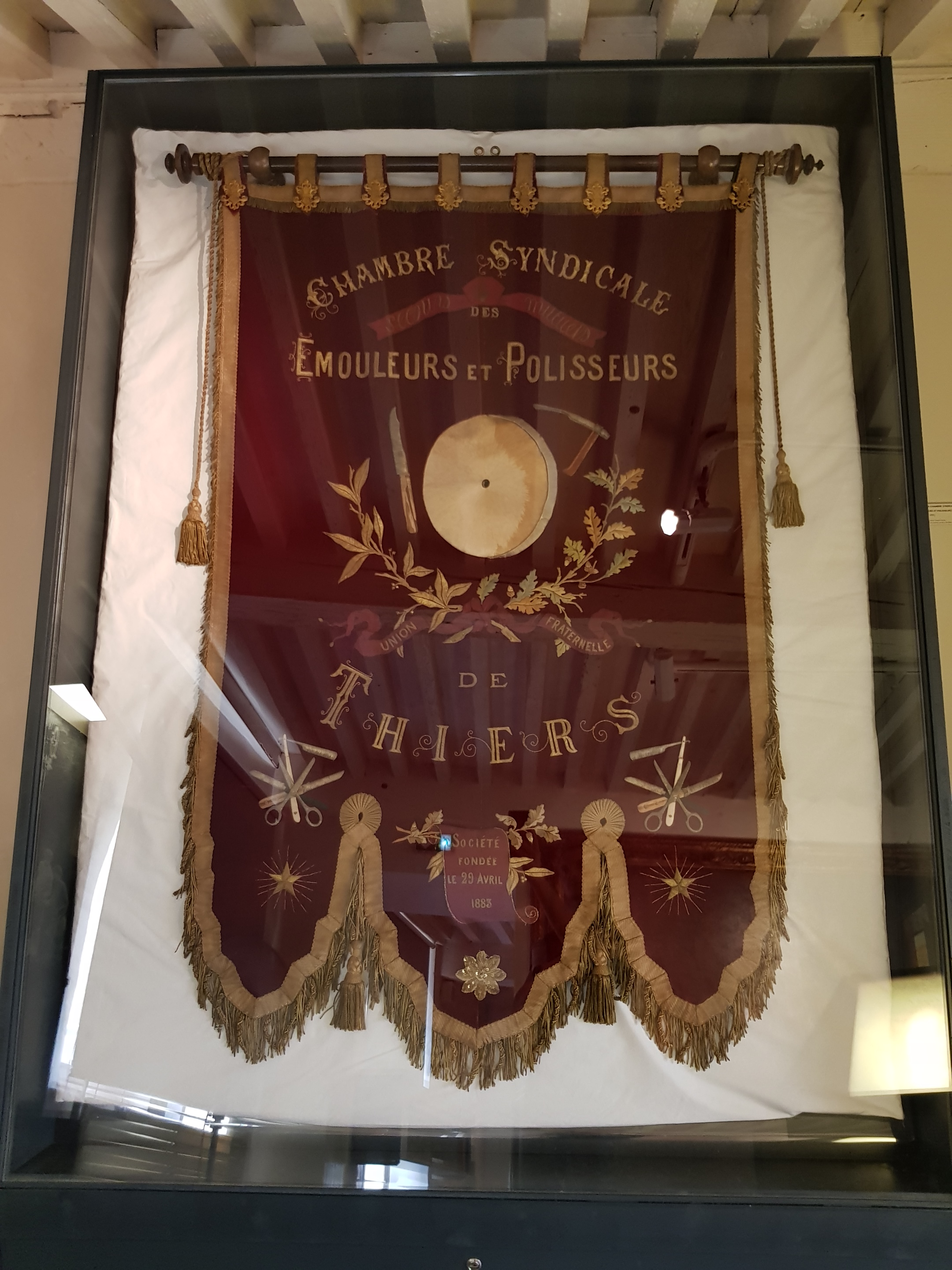
Bannière originale du syndicat des émouleurs et des polisseurs exposée au musée.

### Deuxième partie du musée: les ateliers de fabrication

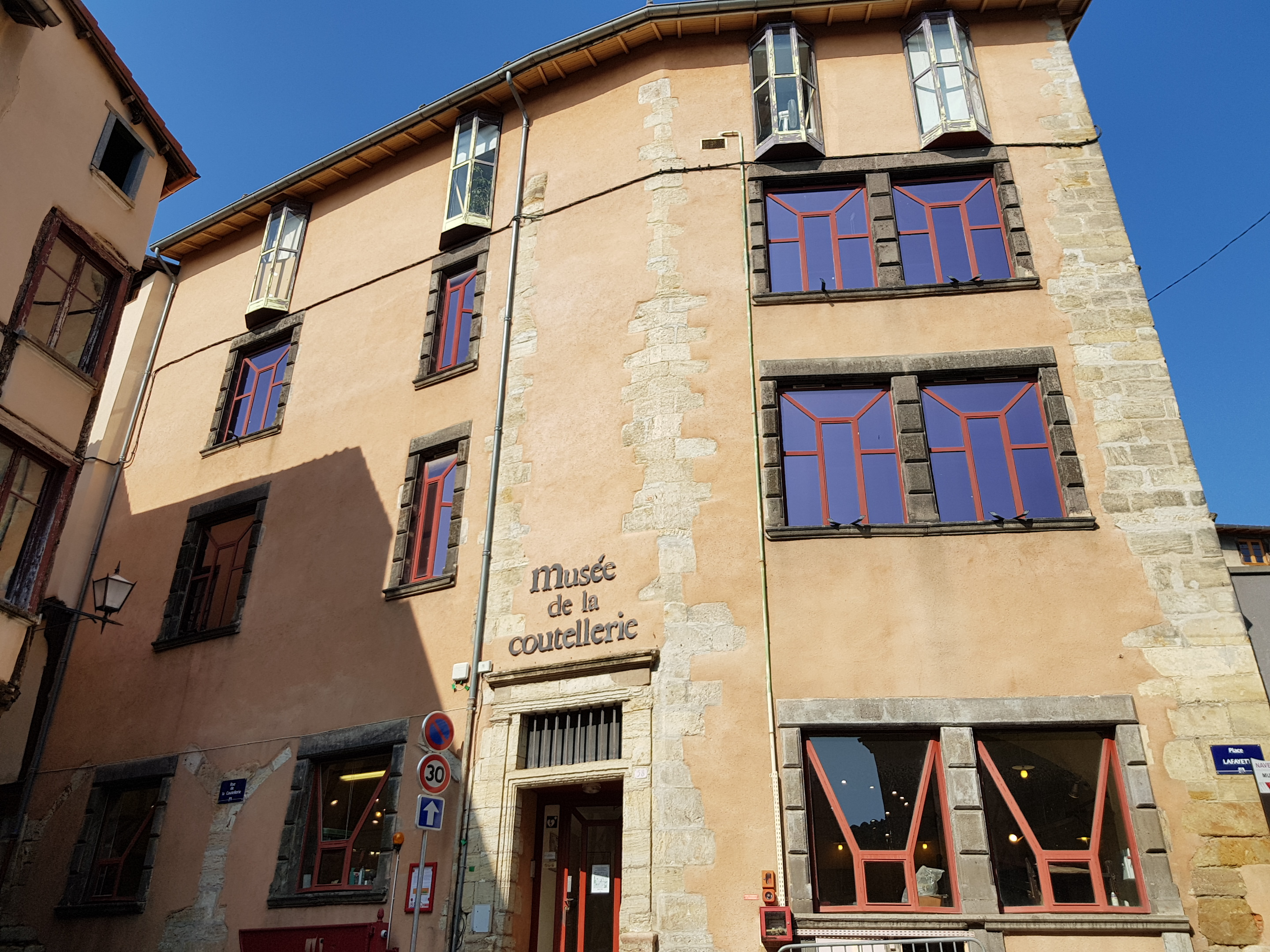
L'entrée de la deuxième partie du Musée de la coutellerie.

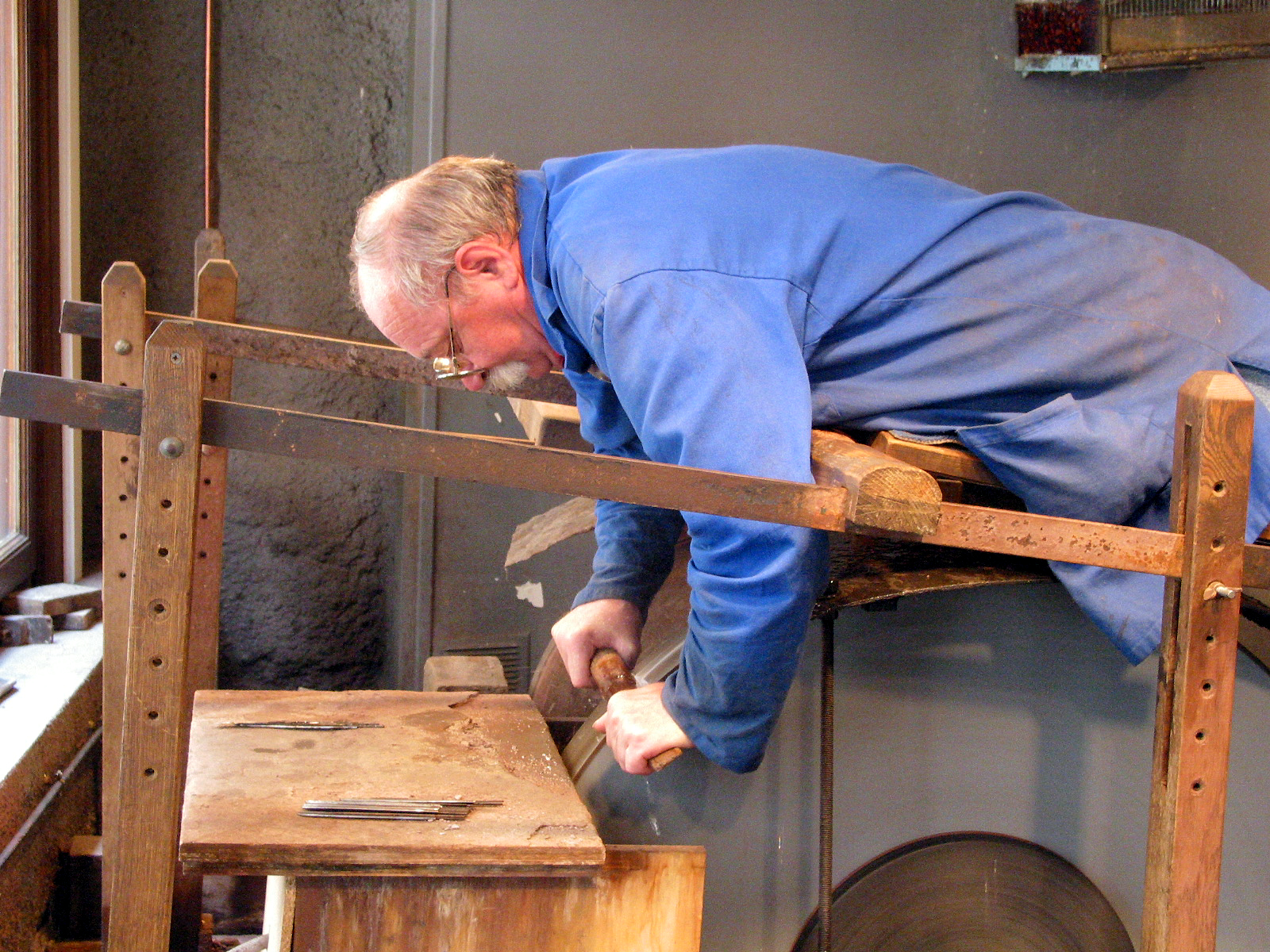
Démonstration d’un émouleur au musée de la coutellerie de Thiers.

La deuxième partie du musée se consacre essentiellement à montrer aux visiteurs comment se passe la fabrication d'un couteau à Thiers.
Dans la première salle, l'émouture est mise en avant. Les émouleurs occupent un rang primordial dans la fabrication : la mise au tranchant de la lame, élément déterminant pour la qualité du couteau. Ils travaillent dans des rouets près de la Durolle. À Thiers, cette opération se fait allongé sur une planche, afin d’appliquer la lame contre la meule avec plus de force. Les émouleurs s’aident d’un tenaillon (pince en fer) qui sert de manche provisoire et d’un bâton qui maintient la lame à plat contre la meule, mais la masque complètement. C’est donc essentiellement au toucher qu’ils œuvrent, passant jusqu’à douze heures dans leurs ateliers humides et froids. Seuls les chiens leur fournissent un peu de chaleur étant allongés sur leurs jambes.
La deuxième salle montre la façon dont est monté un couteau. La fabrication d’un couteau fermant comporte ainsi de nombreuses étapes : découpe des parties métalliques, émouture des lames, perçage des platines ou encore le façonnage des côtes. Les différents éléments ne sont pas collés mais rivetés avec des fils de laiton ou d’acier. Cette étape est très importante pour la qualité du couteau. La fabrication, qui peut nécessiter jusqu’à une journée de travail, se termine par le lustrage et l’affilage de la lame.
Aux étages, des collections de couteaux fermants et droits prennent place. Le couteau fermant ne fait son apparition dans la vie quotidienne qu’à partir du XVIIe siècle. Son développement est dû à l’évolution de la société et notamment de la mode vestimentaire et l’évolution des manières de table. Les couteaux droits regroupent les couteaux de table et les couteaux de chasse. Le couteau de table ou d’assiette à bout arrondi n’apparaît qu’à partir du milieu du XVIIe siècle.

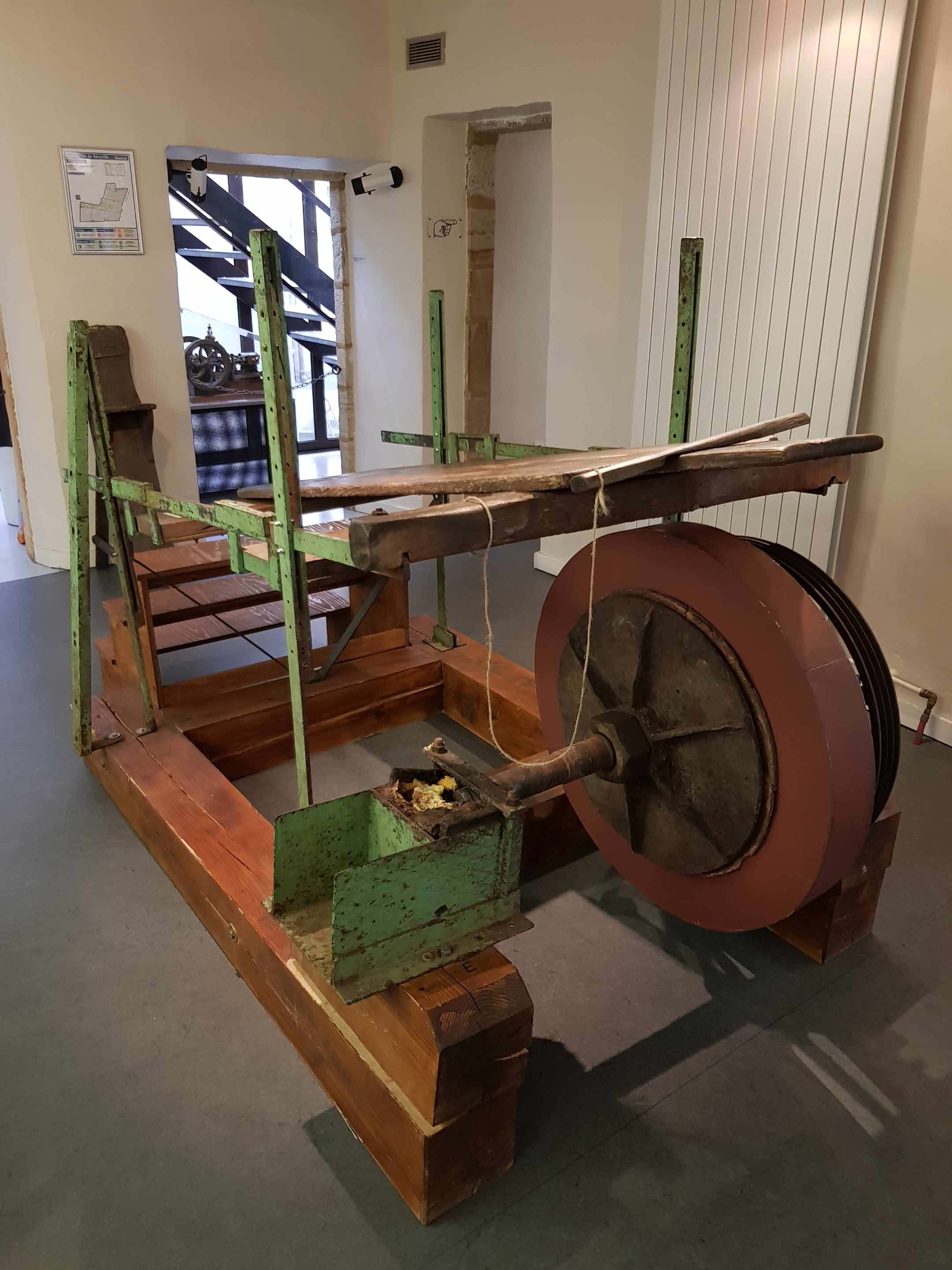
Une table d'émouture exposée au musée.
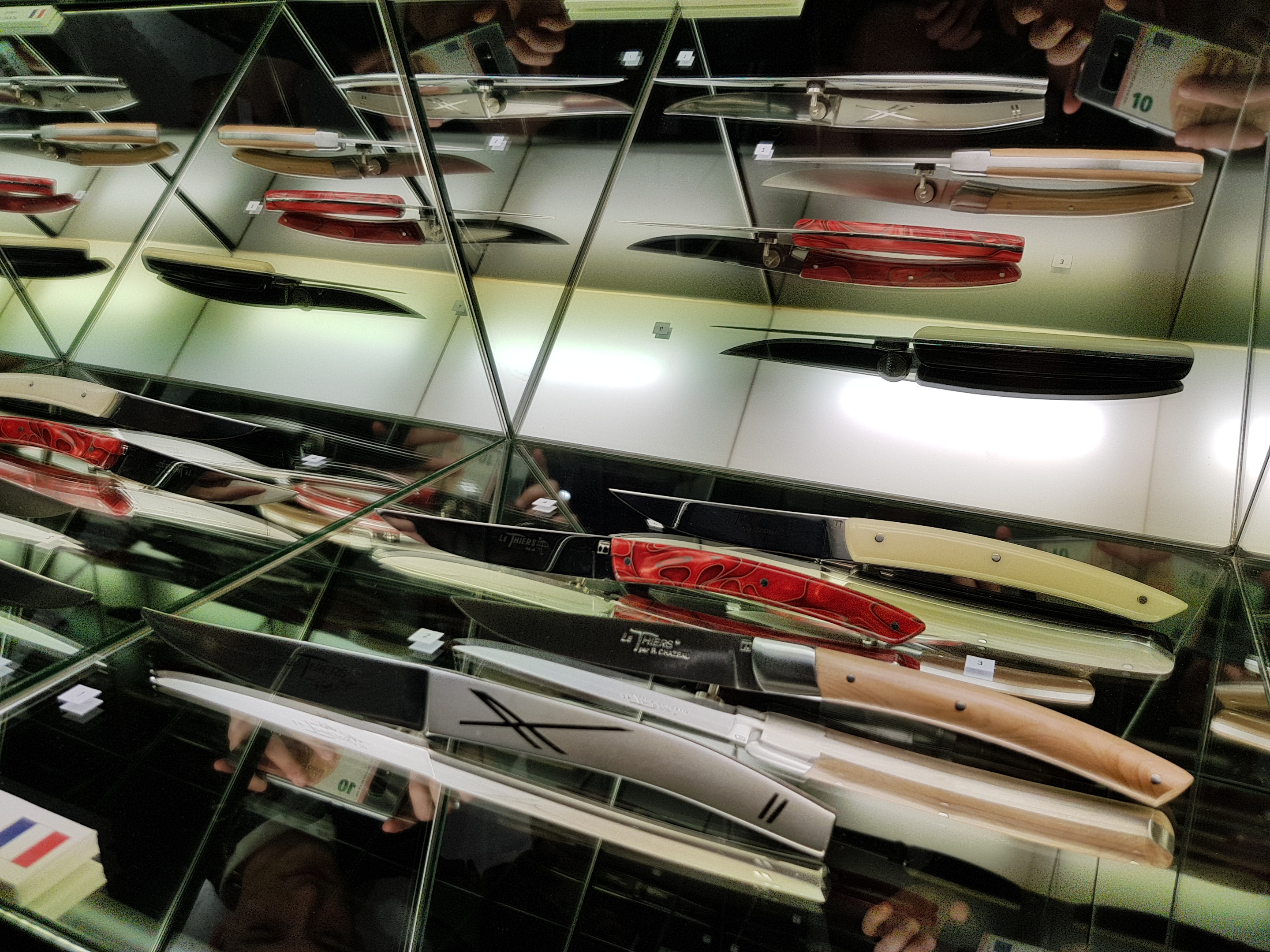
Des couteaux exposés au deuxième étage.
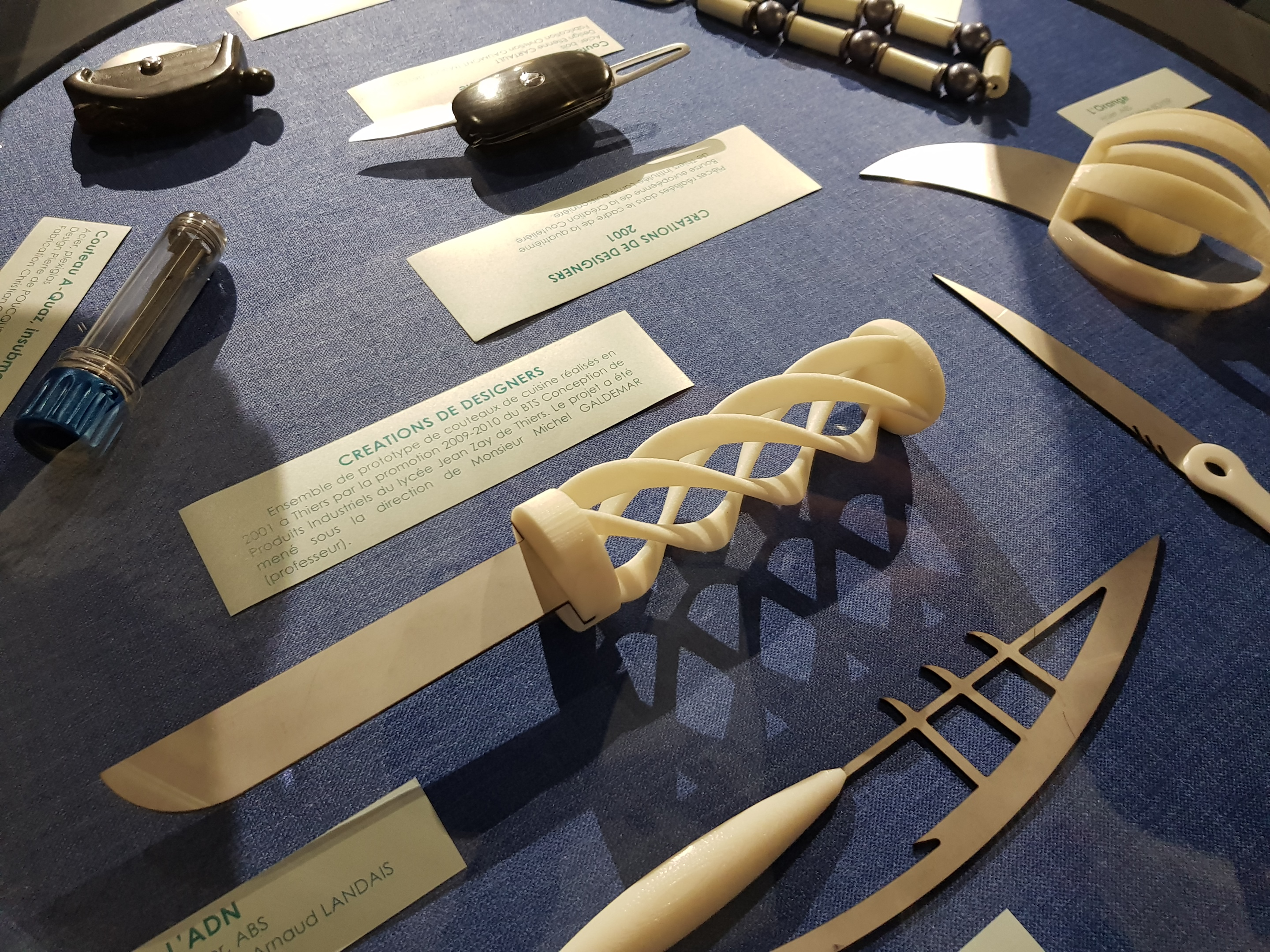
Couteaux exposés avec des manches imprimés.
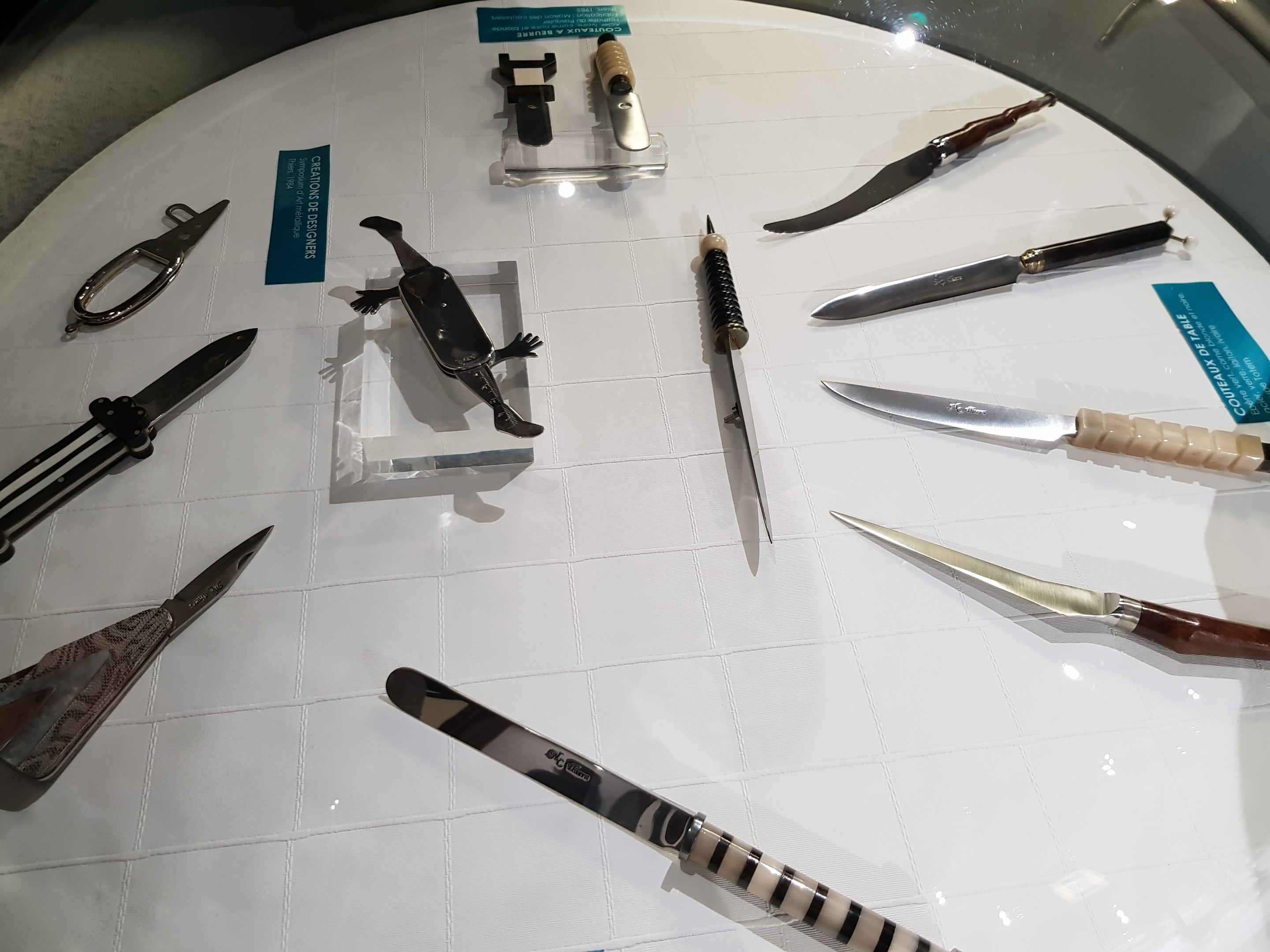
Couteaux décoratifs.
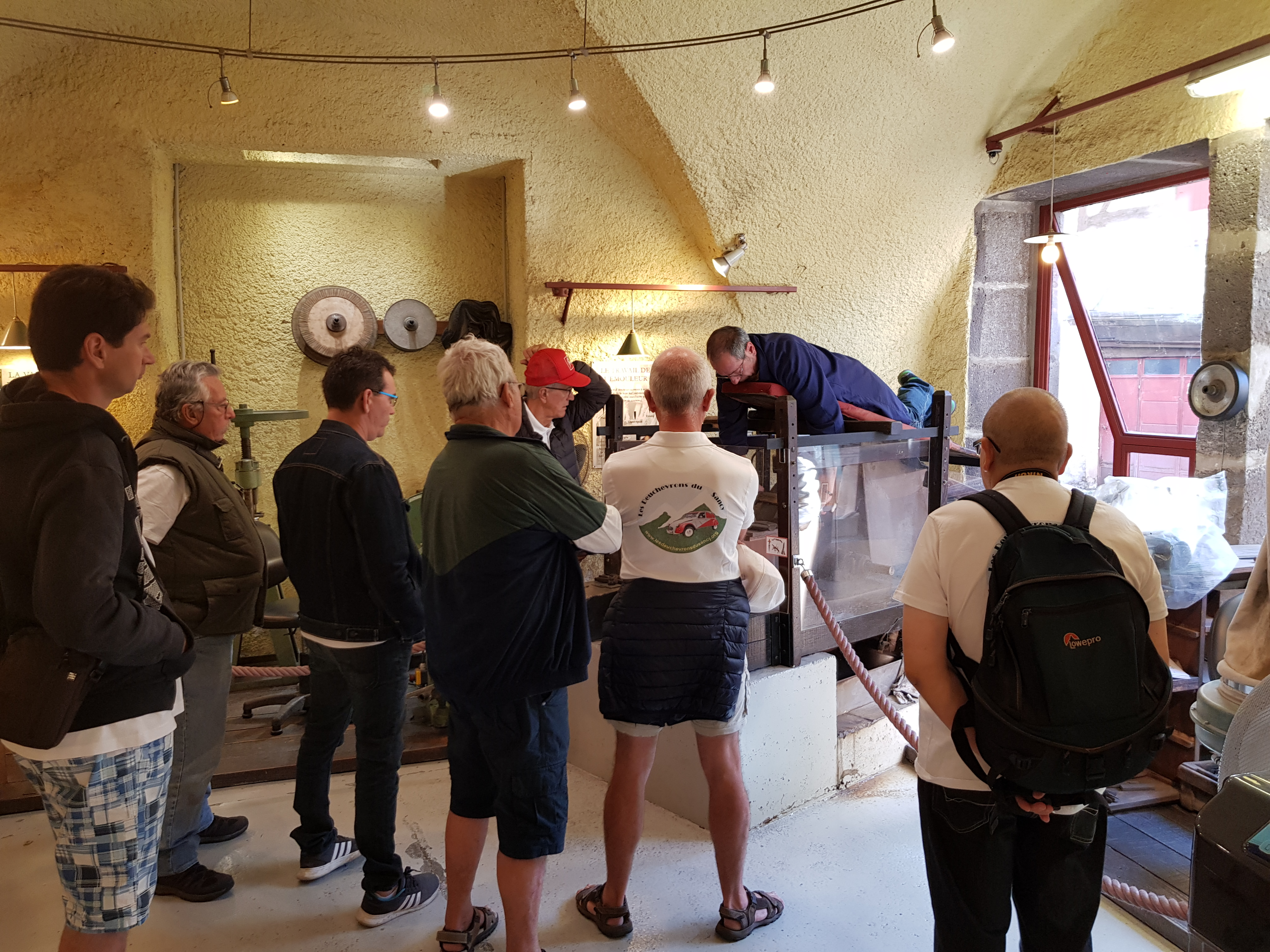
Démonstration d'émouture dans la deuxième partie du musée.

### Troisième partie du musée: la Vallée des Rouets
La troisième partie du musée se situe à 3 km des deux premières. Située dans les gorges de la Durolle, la Vallée des Rouets a concentré pendant plusieurs siècles deux des principales activités coutelières : l’émouture et le polissage des lames de couteaux. Ces opérations se déroulaient dans des rouets actionnés par la force hydraulique de la Durolle.

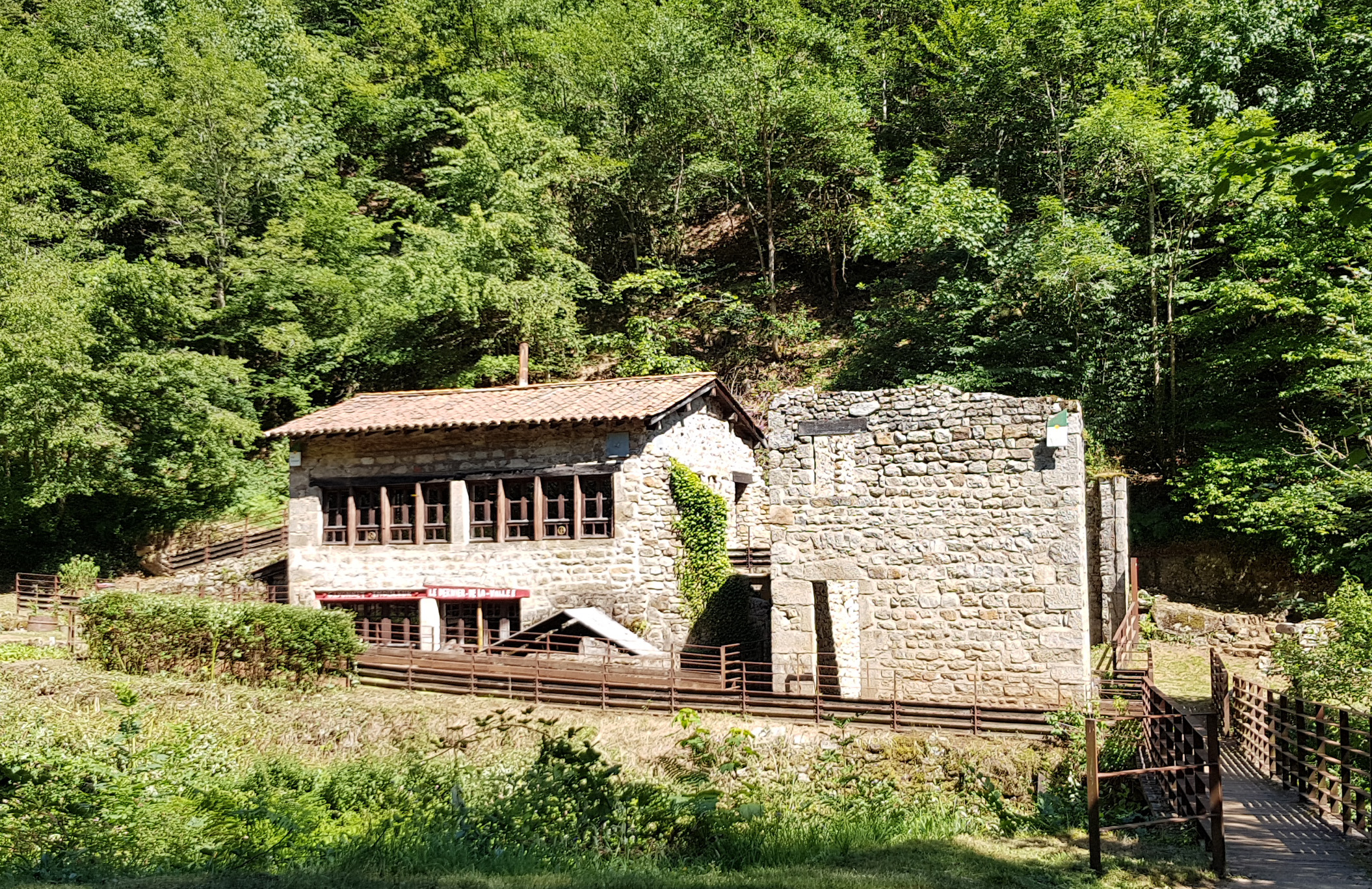
Le rouet Lyonnet dans lequel sont organisées des visites guidées.

À l’origine de la redécouverte de la vallée se trouve une association, « le Pays Thiernois » présidée par André Kristos, qui a procédé à la réouverture des sentiers et à la sauvegarde de certains éléments patrimoniaux dans les années 1980. Ces démarches impulsent une prise de conscience collective et dès 1992, la ville de Thiers s’engage dans un grand projet de conservation et d’aménagement du site. La vallée des Rouets ouvre en 1998 avec l’aménagement de deux sentiers longeant la rivière sur 4 km et la visite guidée du rouet Lyonnet, dernier moulin en activité jusque dans les années 1970 encore en état de fonctionnement en 2025.

## Expositions temporaires
Le musée a une politique volontariste d'expositions temporaires. Ces dernières sont toujours organisées autour de la coutellerie. Ainsi, pour l'année 2020, une exposition temporaire est dédiée au Damas. Ce choix s'est fait en concordance avec les organisateurs du festival international de couteaux d'art Coutellia organisé chaque année à Thiers et qui, pour fêter ses 30 ans d'existence en 2020, mettent à l'honneur l'acier de Damas. Ainsi, pour la première fois au monde, une compétition par équipe est organisée autour de l’art de la forge et de l’acier damassé.

## Administration et fréquentation

### Administration et direction
Lors de l'ouverture du musée de la coutellerie, la première directrice est Brigitte Liabeuf. Entre 2016 et 2022, la responsable du site était Elise Cousin. Florent Molle lui a succédé à parti de janvier 2024.

### Fréquentation et politique tarifaire
Le prix du ticket d'entrée pour visiter le musée de la coutellerie varie selon les saisons. Entre octobre et mai, le prix d'entrée est de 6 € pour un adulte, 3 € en tarif réduit et gratuit pour les moins de 10 ans. Entre juin et septembre, le billet comprend également les visites guidées dans la vallée des Rouets et passe à 8 €, 3,50 € en tarif réduit et gratuit pour les moins de 10 ans.
Le musée propose également des tarifs de groupe. En restant gratuit pour les moins de 10 ans, les billets adultes passent à 4,90 € par personne en saison et 4,50 € hors saison tandis que les groupes scolaires hors saison sont fixés à 4,50 € par personne et à 4,90 € en saison (de juin à septembre).
Lors de sa première année d'ouverture, en cours d'année 1982, le musée de la coutellerie accueille plus de 17 000 visiteurs. En 1987, il passe le seuil des 50 000 visiteurs pour franchir la barre des 60 000 visiteurs dès 1993. Dès 2002, alors que l'équipe municipale en place décide de limiter les moyens dépensés pour le service de communication du musée, la fréquentation chute passant de 49 000 entrées en 2002 à 23 500 en 2015. Depuis cette date, le musée connaît une légère hausse de fréquentation. Le musée de la Coutellerie est le quatrième musée le plus visité de l'ancienne région Auvergne en 2016, avec 23 600 entrées payantes. En 2016, la vallée des Rouets accueille plus de 5 000 visiteurs entre juin et septembre.